# Schlacht bei Brienne
Frühjahrsfeldzug 1813
Lüneburg – Möckern – Halle – Großgörschen – Gersdorf – Bautzen – Reichenbach – Nettelnburg – Haynau – Halberstadt – Luckau
Herbstfeldzug 1813

Großbeeren – Katzbach – Dresden – Hagelberg – Kulm – Dennewitz – Göhrde – Altenburg – Wittenberg – Wartenburg – Liebertwolkwitz – Leipzig – Torgau – Hanau – Hochheim – Danzig
Winterfeldzug 1814

Épinal – Colombey – Brienne – La Rothière – Champaubert – Montmirail – Château-Thierry – Vauchamps – Mormant – Montereau – Bar-sur-Aube – Soissons – Craonne – Laon – Reims – Arcis-sur-Aube – Fère-Champenoise – Saint-Dizier – Claye –  Paris
Sommerfeldzug von 1815

Quatre-Bras – Ligny – Waterloo – Wavre – Paris

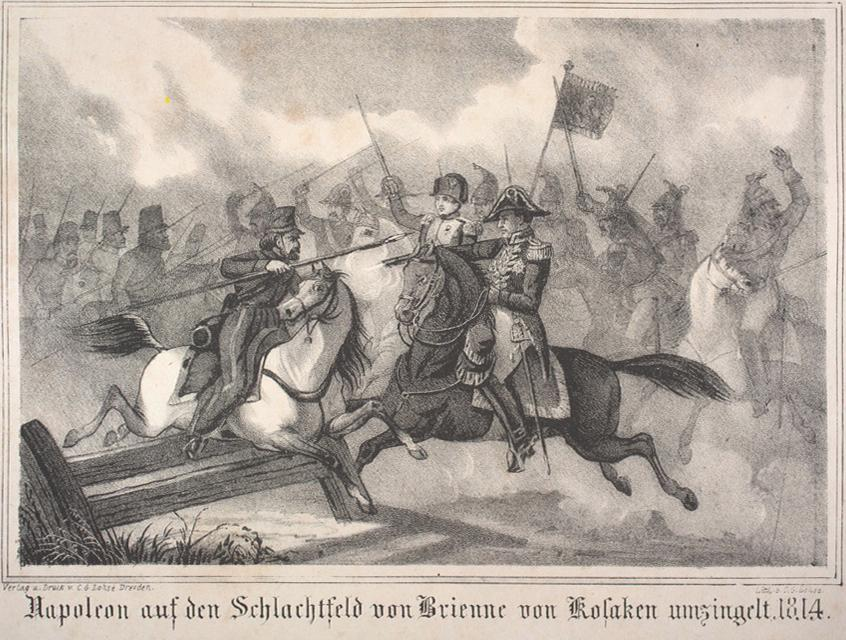
Napoléon wurde nach der Schlacht von Brienne beinahe von Kosaken gefangen genommen, wurde aber vom französischen General Gourgaud davor bewahrt.

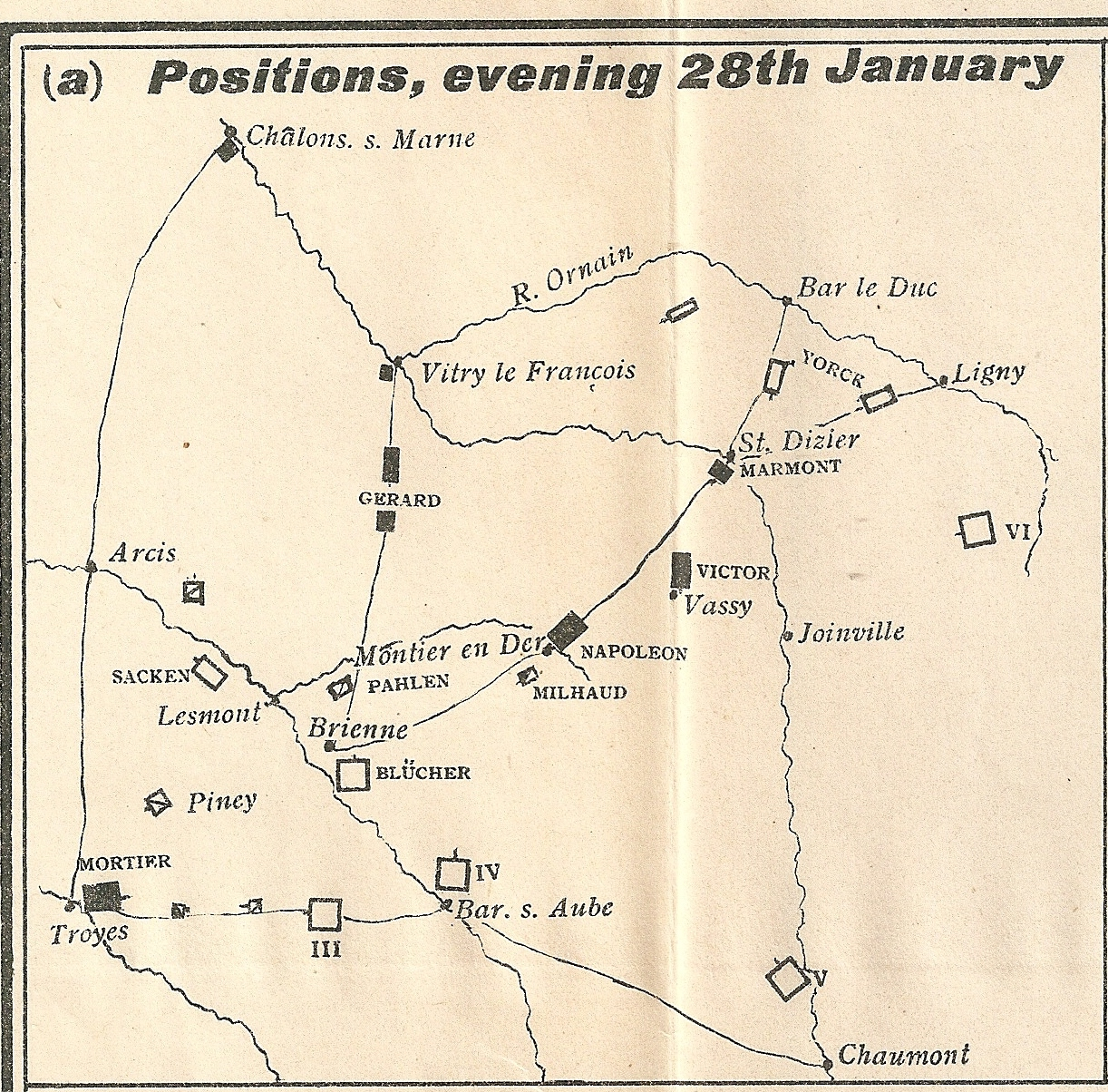
Die Stellungen der beteiligten Armeen am Abend des
28. Januar 1814 in der Darstellung von Loraine Petre

Die Schlacht bei Brienne wurde am 29. Januar 1814 während des Winterfeldzuges der Befreiungskriege in Frankreich zwischen einer französischen Armee unter Napoleon und russischen Korps der Schlesischen Armee unter Feldmarschall Blücher ausgetragen.
Die Schlacht fand nahe Brienne-le-Château statt, wo Napoleon studiert hatte. Als die Heere der Verbündeten aus drei Richtungen auf die französische Armee zumarschierten, plante Napoleon, jeden Teil einzeln anzugreifen und zu besiegen. Seine erste Absicht war, die preußischen und russischen Soldaten der Schlesischen Armee unter Blücher auseinanderzutreiben. Napoleon hatte mehr als 30.000 Soldaten, aber viele kamen gerade erst aus den Rekrutierungslagern und hatten keinerlei Kriegserfahrung.
Während der Kämpfe um das Schloss entgingen Blücher und sein Chef des Stabes August Neidhardt von Gneisenau nur knapp der Gefangenschaft. Auch Napoleon seinerseits wurde während heftiger Gefechte beinahe von russischen Kosaken gefangen genommen.
In älterer Literatur werden vereinzelt diese Schlacht und die darauf folgende Schlacht bei La Rothière am 1. Februar 1814 als ein gemeinsames Ereignis betrachtet, das dort insgesamt als Schlacht bei Brienne bezeichnet wird.

## Vorgeschichte

### Die linksrheinischen Stellungen der französischen Truppen zum Jahreswechsel 1813/1814
Nach ihrer Niederlage in der Völkerschlacht bei Leipzig hatten sich die Reste der französischen Armee vollständig nach Westen zurückgezogen. Am 1. und 2. November 1813 ging das Gros der Armee bei Mainz über den Rhein. Auf der rechten Rheinseite wurde von den Franzosen danach nur noch Mainz-Kastel und bis zum 9. November 1813 Hochheim am Main gehalten.
Es waren noch circa 70.000 Mann, die sich über den Rhein hatten retten können. Von diesen fielen aber viele den Krankheiten zum Opfer, die sich unter den Soldaten, aber auch der Zivilbevölkerung, ausbreiteten. Am schrecklichsten wütete das Fleckfieber (Typhus ambulatorius), der Typhus de Mayence.
Seine verfügbaren Truppen positionierte Napoleon im November 1813 in folgender Weise:
| Abschnitt                               | Kommandant                                              | Hauptquartier | Truppenstärke                                                       |
| --------------------------------------- | ------------------------------------------------------- | ------------- | ------------------------------------------------------------------- |
| Oberrhein: Basel bis Landau             | Marschall Victor                                        | Straßburg     | 10.000                                                              |
| Mittelrhein: Landau bis Koblenz         | Marschall Marmont                                       | Mainz         | 13.000                                                              |
| Festung Mainz:                          | General Morand                                          | Mainz         | zunächst 30.000, fast alle erkrankt, weniger als 15.000 Überlebende |
| Mittelrhein: Koblenz bis zur Lippe      | General Sebastiani (unter dem Oberbefehl von MacDonald) |               | 4.500                                                               |
| Niederrhein: von der Lippe bis Nijmegen | Marschall MacDonald                                     | Köln          | 10.000                                                              |
| Summe kampffähiger Truppen              |                                                         |               | 37.500                                                              |

### Die rechtsrheinischen Koalitionstruppen der Schlesischen Armee im Dezember 1813

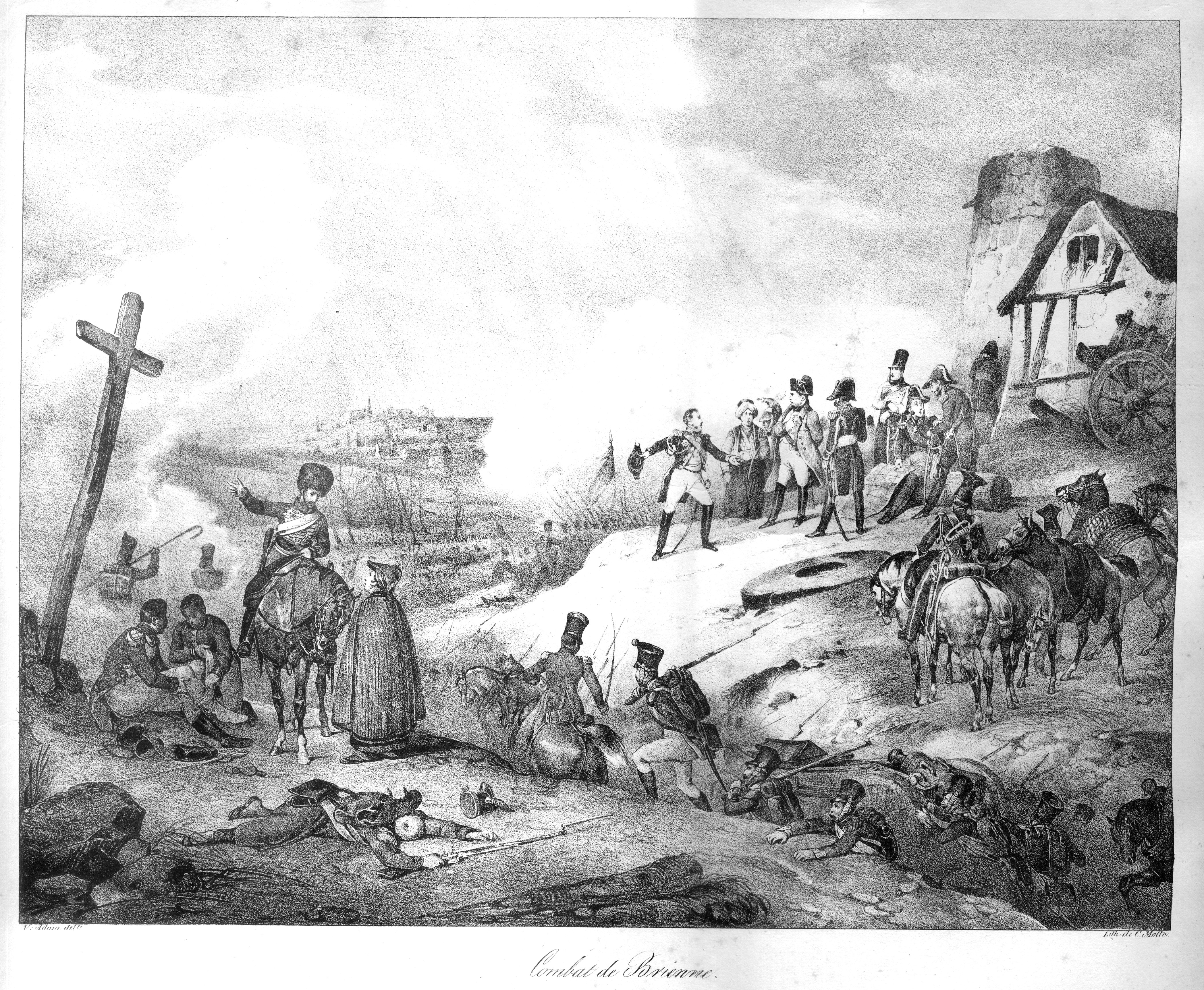
Die Schlacht von Brienne in einer Darstellung von Jean-Baptiste Madou

Die Koalitionstruppen hatten ihr Hauptquartier am 5. November 1813 nach Frankfurt am Main verlegt. Dort begannen intensive Beratungen zwischen den verbündeten Mächten über den weiteren Fortgang des gemeinsamen Heerzuges. Am 1. Dezember 1813 wurde in Anwesenheit von Zar Alexander und dem österreichischen Kaiser Franz beschlossen, einen Winterfeldzug nach Frankreich hinein zu führen. Im gemeinsamen Operationsplan wurde festgelegt, dass die Schlesische Armee zum Jahreswechsel am Mittelrhein den Fluss überschreiten solle. Dann sollte sie bis zum 15. Januar 1814 die Festung Metz erreicht und eingeschlossen haben.
Die Truppenteile der Schlesischen Armee zum Jahresausgang 1813 waren:
| Truppenteil                                            | Herkunftsland | Truppenstärke | Stellung Ende Dezember 1813                   |
| ------------------------------------------------------ | ------------- | ------------- | --------------------------------------------- |
| Korps Sacken                                           | Russland      | 26.600        | von Darmstadt bis Heidelberg                  |
| Korps Langeron                                         | Russland      | 23.000        | westlich von Frankfurt am Main                |
| Korps Saint-Priest (unter dem Oberbefehl von Langeron) | Russland      | 4.000         | bei Lahnstein                                 |
| Korps Yorck                                            | Preußen       | 19.000        | von der Lahnmündung bis zur Mündung des Mains |
| Korps Kleist                                           | Preußen       | 20.000        | Erfurt                                        |
| Summe kampffähiger Truppen                             |               | ca. 92.600    |                                               |

Feldmarschall Blüchers Hauptquartier befand sich in Frankfurt am Main. In Geheimbefehlen hatte er die Silvesternacht als Zeitpunkt des Rheinübergangs festgelegt.
Die Truppen der Schlesischen Armee waren schlecht versorgt und verpflegt. Es mangelte vor allem an Lebensmitteln. Die militärische Führung war rat- und hilflos und griff nicht ein, wenn sich die Truppen mit Gewalt selbst versorgten. Auch in der Schlesischen Armee gab es Fälle von Fleckfieber, das sich lokal auch in der Zivilbevölkerung ausbreitete.

### Der Rheinübergang der Schlesischen Armee

#### Der Rheinübergang des russischen Korps Sacken bei Mannheim

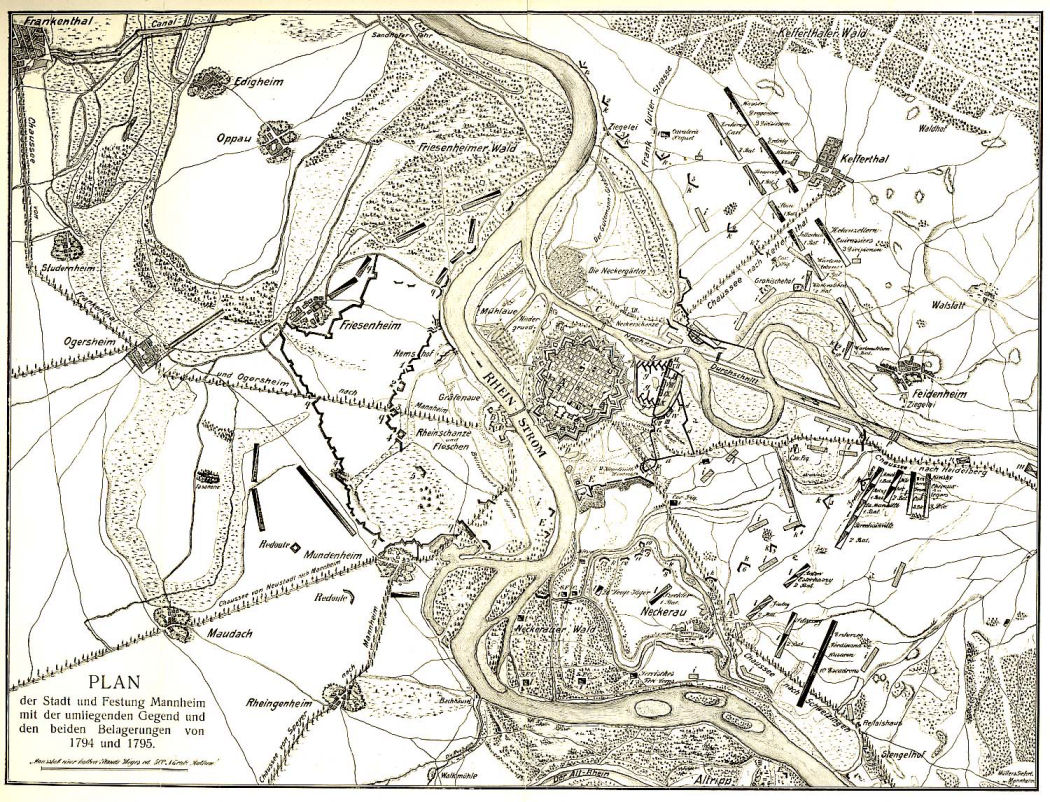
Karte von Mannheim mit der Neckarmündung aus dem Jahre 1794

Der Rheinübergang des russischen Korps Sacken begann in den frühen Morgenstunden des 1. Januars 1814 in Anwesenheit des preußischen Königs Friedrich Wilhelm III. an der Neckarmündung bei Mannheim. Auf dem Neckar war eine Schiffsbrücke vorbereitet worden, die über den Rhein geschoben werden sollte. Auf der gegenüberliegenden Rheinseite hatten aber französische Truppen eine Schanze errichtet, die so genannte Friesenheimer Redoute, die stark gesichert, mit sechs Geschützen bestückt und mit 300 Mann besetzt war. Ab 3:00 Uhr morgens setzten bei Dunkelheit mehrere russische Jäger-Regimenter in Kähnen über den Fluss. Gegen 6:30 Uhr wurden die Russen von den Franzosen bemerkt und die in der Schanze aufgestellten Geschütze begannen zu feuern. Darauf stürmten die russischen Jäger die Schanze: Sie zu nehmen gelang nach 30 Minuten, im vierten Versuch bei eigenen Verlusten von 400 Mann.
Die Russen stellten in den folgenden Stunden aus Kähnen Schleppzüge zusammen und begannen nach 14:00 Uhr, Karpows Kosaken und die Reiter des Prinzen Biron von Curland mit ihren Pferden über den Rhein zu setzen. Der Bau der vorbereiteten Schiffsbrücke über den Rhein war bis 18:00 Uhr am Neujahrstage 1814 erledigt. Das Korps setzte noch in der Nacht geschlossen an das linke Rheinufer über, erste Kontingente besetzten Worms und Speyer und Prinz Biron zu Curlands Reiter erreichten Alzey, ohne auf nennenswerten Widerstand zu treffen. Nur bei Mutterstadt gab es ein Reitergefecht, in dem sich 2.000 Karpowsche Kosaken gegen acht französische Schwadronen unter General Audenarde durchsetzten und 200 Reiter und 25 Offiziere gefangen nahmen.

#### Der Rheinübergang Blüchers bei Kaub

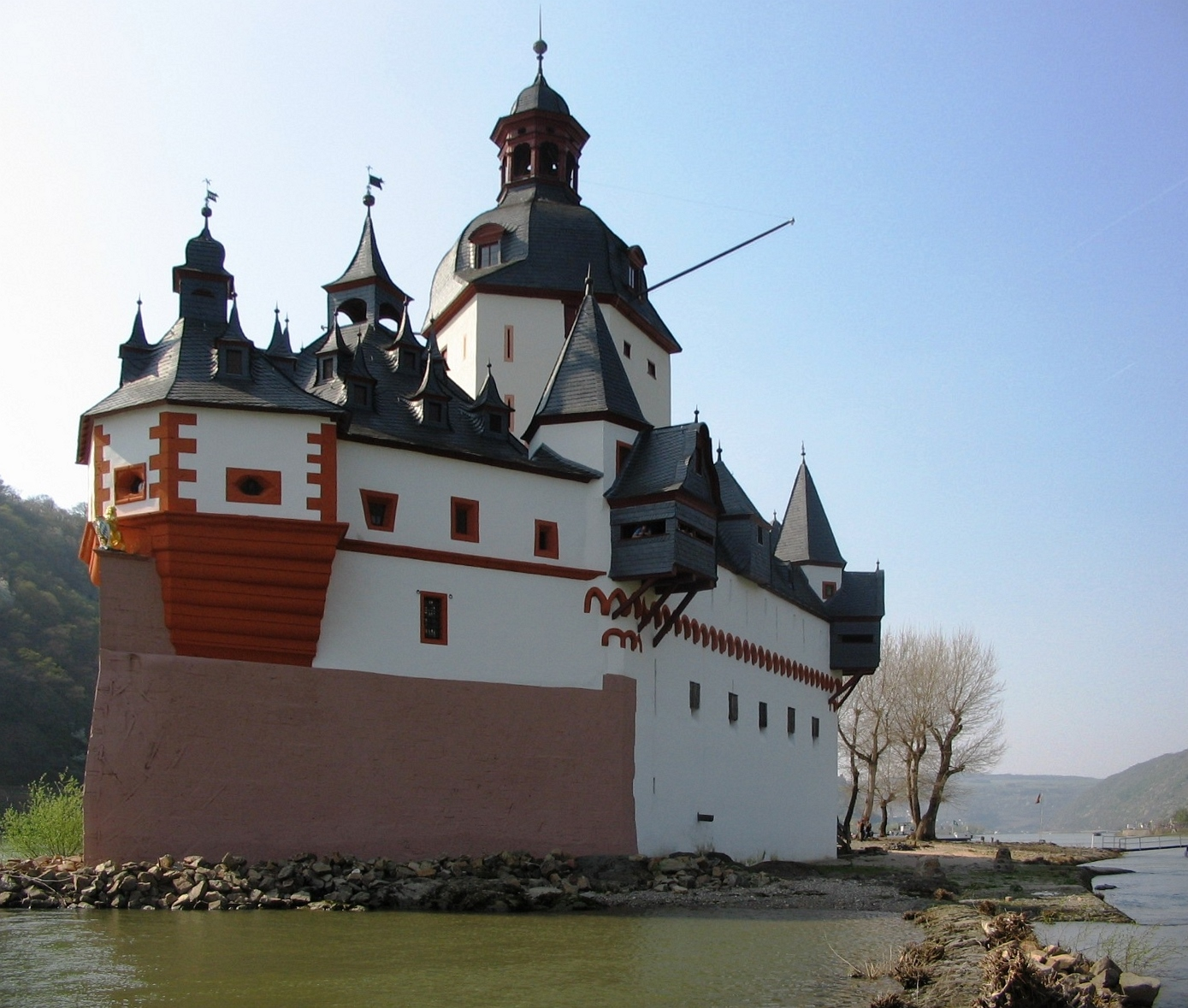
Die Rheininsel Falkenau, auf der Burg Pfalzgrafenstein bei Kaub im Rhein steht, diente als Stütze für die Pontonbrücke über den Rhein

Der Übergang der Korps Yorck und Langeron erfolgte in Anwesenheit Blüchers und seines Generalstabs bei Kaub am Rhein unter Nutzung der kleinen Rheininsel Falkenau, auf der die Burg Pfalzgrafenstein steht. Die preußischen und russischen Truppen hatten sich in der sternklaren Winternacht dicht gedrängt aufgestellt, die Preußen am Rheinufer und seiner unmittelbaren Nähe, die Russen in den Seitentälern zum Taunus hin, das Gros zwischen Nastätten und Weisel. Nach Mitternacht trafen die russischen Leinenpontons zum Brückenbau ein und man begann von Süden her, rheinabwärts, Kähne möglichst lautlos heranzubringen, in denen ab 2:30 Uhr 2.000 Brandenburger Füsiliere über den Rhein setzten, die Rheininsel Falkenau mit Scharfschützen bemannten und die französische Wache aus einem Zollhäuschen auf dem linken Rheinufer vertrieben.

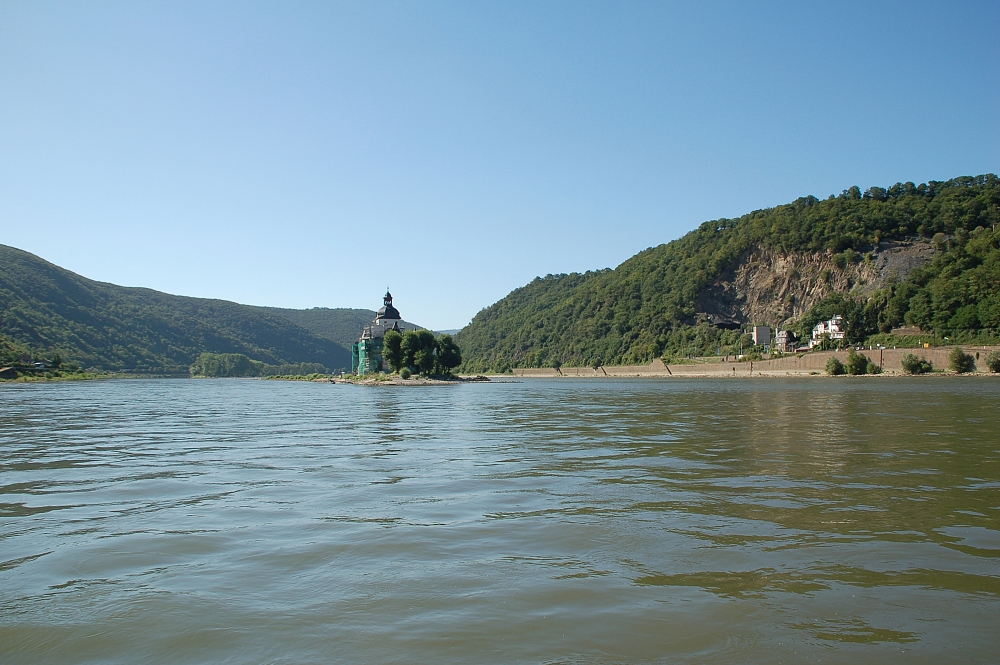
Der Rhein bei Kaub, in der Mitte die Burg Pfalzgrafenstein

Während der Brückenbau ungestört fortschritt, wurden auf allen verfügbaren Kähnen preußische Truppen übergesetzt, die zunächst die Höhen über dem linken Rheinufer, dann die nächstgelegenen Orte Oberwesel und Bacharach besetzten. Bis 8:00 Uhr morgens tauchten wiederholt kleinere Kontingente französischer Truppen in der Stärke bis zu einigen hundert Mann auf, die aber von den preußischen Scharfschützen auf der Rheininsel Falkenau und den preußischen Truppen auf dem linken Rheinufer vertrieben werden konnten.
Um 9:00 morgens war die Pontonbrücke vom rechten Rheinufer bis zur Rheininsel fertiggestellt. Damit verkürzte sich der Weg, den die Kähne beim Übersetzen über den Fluss zurückzulegen hatten, und man begann nun, auch die ersten Pferde und kleineren Geschütze auf diesen Kähnen hinüber zu schaffen.

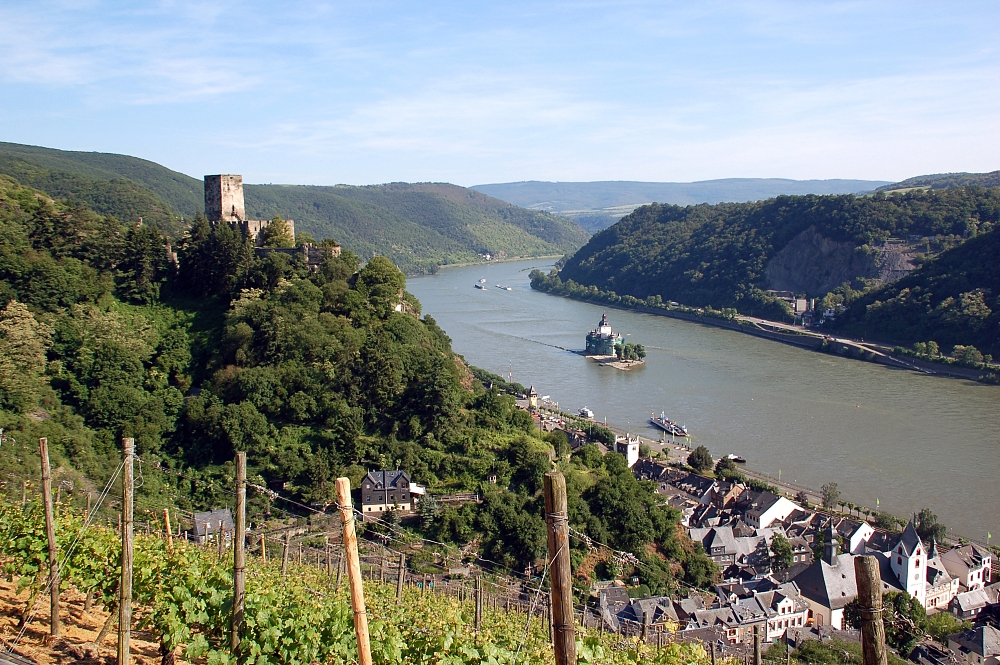
Durch die Insel Falkenau wird der Rhein etwas verengt und seine Strömungsgeschwindigkeit steigt an, was den russischen Pionieren zu schaffen machte

Um 16:00 Uhr nachmittags rissen Anker des bereits fertiggestellten Teils der Pontonbrücke und zwangen die russischen Pioniere dazu, ihre Arbeit aufwendig nachzubessern. Die bereits übergesetzten preußischen Truppen schoben ihre Posten bis Rheinböllen und Bingen vor.
Am 2. Januar 1814 um 9:00 morgens war die Pontonbrücke in ganzer Länge fertig. Vom rechten Rheinufer bis zur Rheininsel hatte man 27 Pontons verbaut, von der Insel bis zum linken Rheinufer weitere 44 Pontons. Damit begann ein weit zügigerer Übergang der preußischen Truppen, der sich aber noch 24 Stunden hinzog, da die schweren Geschütze und Wägen einzeln hinübergefahren werden mussten. Bei Tagesanbruch des 3. Januar 1814 begann der Übergang des russischen Korps Langeron.
Die Truppen Langerons marschierten nach dem Rheinübergang sofort nach Süden auf Bingen zu und vertrieben dort ein französisches Kontingent aus 1.000 Mann Infanterie und einer Kavalleriebrigade der Ehrengarde (Gardes d’Honneur) unter General Choisy. Die französischen Infanteristen retteten sich vor der russischen Übermacht in die Festung Mainz, die Kavalleristen schlugen sich bis zur Saar durch und stellten sich dort unter den Befehl des französischen Marschalls Marmont. Langerons Korps bewegte sich weiter auf Mainz zu. Bereits am 5. Januar 1814
schlossen die Russen Mainz nach teils hartnäckigen Gefechten mit französischen Truppen ein.
Die Preußen unter Yorck marschierten über Stromberg nach Bad Kreuznach, wohin Blücher am Abend des 4. Januar 1814 sein Hauptquartier verlegte. Ein preußisches Kontingent unter Henckel von Donnersmarck bewegte sich auf Trier zu und zwang morgens am 3. Januar 1814 zwischen 2:00 Uhr und 4:30 in einem Nachtgefecht in Simmern die Nachhut der französischen Division Ricard, die Stadt zu räumen und sich zurückzuziehen.

#### Der Rheinübergang des russischen Korps Saint-Priest bei Koblenz

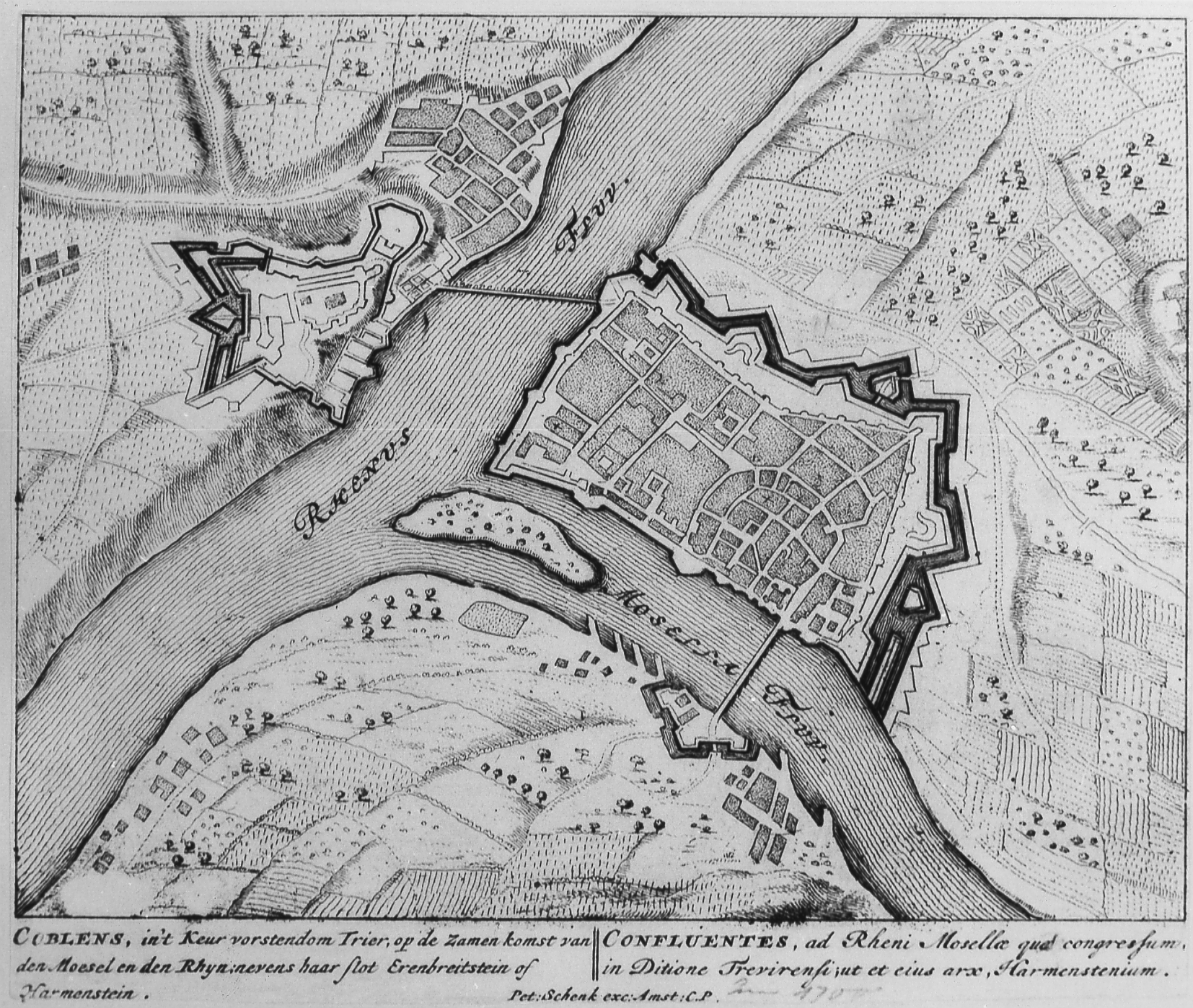
Koblenz um 1700: Das Stadtgebiet war auch 1814 noch eingezwängt in den Winkel zwischen Rhein und Mosel. Da die Umwallung durch den Bau des Schlosses inzwischen aufgelassen worden war, konnte die Stadt von Süden her besetzt werden

In der Silvesternacht von 1813 auf 1814 setzten die ersten Infanteristen des russischen Korps Saint-Priest auf 82 Kähnen, die auf der Lahn requiriert worden waren, bei Lahnstein über den Rhein und stürmten die Schanze, die französische Truppen gegenüber der Lahnmündung errichtet hatten. Bereits um 4:00 Uhr morgens konnten die Russen die Stadt Koblenz, die noch in der Nacht von den Franzosen geräumt worden war, besetzen, wobei einige hundert französische Soldaten in Gefangenschaft gerieten. Die französische Division Durutte, die bei und in Koblenz gestanden hatte und dort erst am 30. Dezember 1813 eingetroffen war, zog sich über den Hunsrück an die Saar zurück.
Da an den folgenden Tagen Eisgang auf dem Rhein einsetzte, wurde die Überfahrt weiterer Truppenteile des Korps Saint-Priest verzögert.
Als gemeldet wurde, dass sich ein französisches Truppenkontingent von Norden nähere, wurden 200 russische Jäger mit 25 Kosaken und einem Geschütz dorthin gesandt. Vor Bonn wurden sie von französischen Truppen des Korps Sebastiani unter den Generalen Jacquinot und Albert aufgerieben. Die Franzosen rückten aber nicht weiter nach Süden vor und es folgte keine weitere Bedrohung für die Schlesische Armee aus dieser Richtung.
Das Gros des Korps Saint-Priest blieb einige Tage in Koblenz, dann teilte es sich: Ein Teil zog unter dem Kommando von General Saint-Priest nach Mainz und beteiligte sich an der Belagerung der Festung Mainz, ein anderer Teil zog über Andernach und Malmedy durch die Ardennen an Maas und Marne. Diesem Truppenteil war die Aufgabe zugedacht, die Schlesische Armee gegen das französische Korps des Marschall MacDonald zu sichern.

### Der Rückzug des französischen Korps Marmont
Marschall Marmont war im November 1813 von Napoleon mit dem Kommando über alle französischen Truppen am Rhein von Landau bis Andernach betraut worden. Am Neujahrstag 1814 befand er sich bei Landau und erfuhr sehr bald vom Übergang des Korps Sacken über den Rhein bei Oggersheim. Mit allen Truppen, über die er an diesem Tage verfügte, bewegte er sich zunächst auf Mutterstadt zu. Die Kavallerie des Generals Audenarde ging voran, traf auf russische Kosaken, die sie zunächst vertreiben konnte. Hinter Mutterstadt stand aber das Gros der karpowschen Kosaken mit 2000 Reitern, denen die französischen Kavalleristen unter Verlust von 225 Reitern fluchtartig weichen mussten. Marmont erkannte nun die Überlegenheit der russischen Truppen und zog sich nach Bad Dürkheim am Fuß des Pfälzer Waldes zurück. Als das Korps Sacken näher rückte, verließen Marmonts Truppen in der Nacht vom 3. auf den 4. Januar 1814 ihre Stellungen dort und zogen sich nach Kaiserslautern zurück, das am Nachmittage des 4. Januar 1814 erreicht wurde. Von dort marschierten die Franzosen unverzüglich weiter an die Saar, die sie bei Saargemünd erreichten. Am 6. Januar 1814 überschritten die Truppen, die Marmont bei sich hatte, dort den Fluss. Der Marschall selbst begab sich nach Saarbrücken und versuchte, eine Verteidigungslinie entlang der Saar zu organisieren.
Die Division Ricard, die zum Korps des Marschall Marmont gehörte, befand sich am Neujahrstag 1814 bei Bad Kreuznach auf dem Marsch von Koblenz nach Süden, die Vorhut bereits bei Alzey. Während seine Vorhut weiter zu Marschall Marmont marschierte, kehrte General Ricard mit dem Gros seiner Division um, kam aber zu spät, um Koblenz noch zu verteidigen. Gemeinsam mit den Resten der Division Durutte, die sich aus Koblenz unter Verlust von ein paar hundert Mann zurückgezogen hatte, marschierte die Division Ricard über den Hunsrück, Simmern und St. Wendel an die Saar und traf dort am 5. Januar 1814 in Saarbrücken auf Marschall Marmont. Am 6. Januar 1814 überschritten beide Divisionen, bis auf eine Nachhut, die Saar in Saarbrücken, während die Brücke dort bereits zur Sprengung vorbereitet wurde.

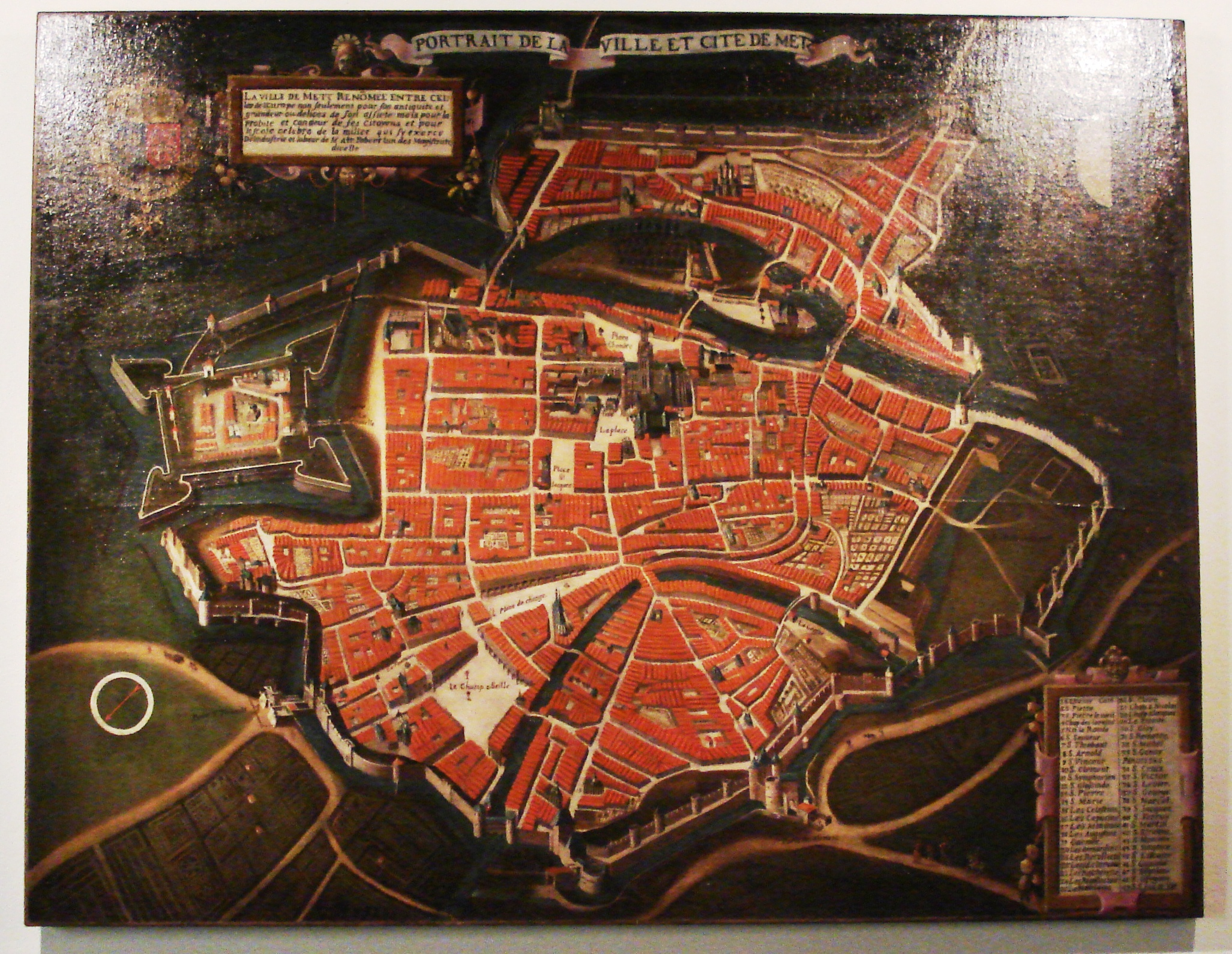
Anfänge der Festung Metz aus dem 17. Jahrhundert

Am 7. Januar 1814 ordnete Mamont an, alle Schiffe und Kähne auf der Saar zu versenken. Dann überschritten seine letzten Soldaten, die noch auf dem östlichen Ufer standen, den Fluss und sprengten die Brücke hinter sich. Das Korps marschierte noch bis Forbach.
An diesem Tag hatte Marschall Marmont 8500 Mann Infanterie, 2500 Reiter und 36 Kanonen bei sich. Das Korps dezimierte sich aber durch Desertion selbst. Insbesondere die Soldaten, deren Muttersprache nicht Französisch war, erwiesen sich als unzuverlässig – ganze Regimenter verschwanden über Nacht. Eine Woche später hatte Marmont bereits 2.500 Infanteristen weniger. Ähnliches galt für die Kavallerie: Die niederländischen Husaren machten sich auf und davon und nahmen ihre Pferde mit, was Marmont dazu veranlasste, allen Holländern in seinem Korps die Pferde fortzunehmen.

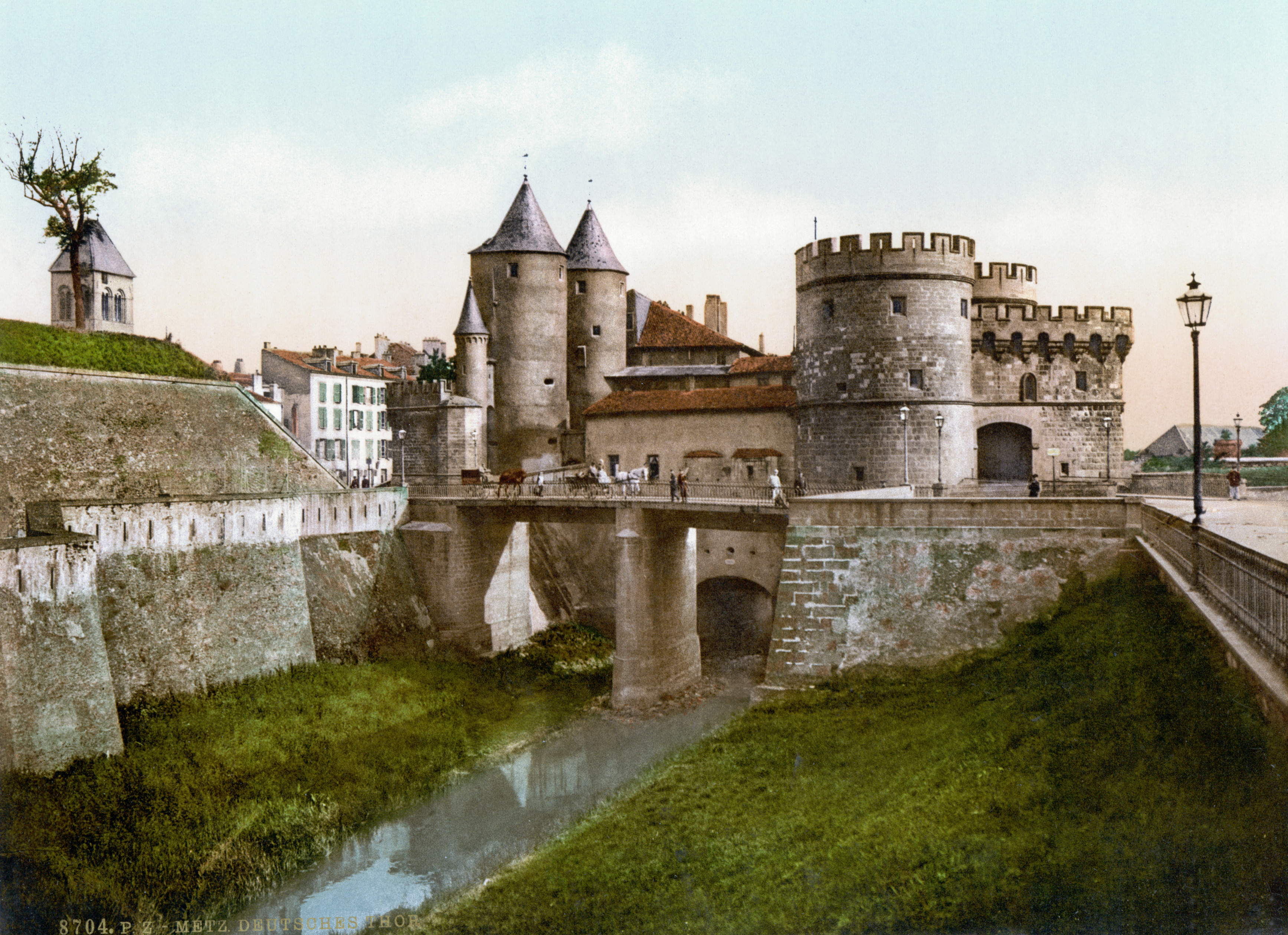
Die Festung Metz war zeitweise die stärkste Festung Frankreichs

Am 9. Januar 1814 ging das Korps Marmont nach Saint-Avold, am 11. Januar 1814 nach Longeville, und es traf am 12. Januar 1814 vor Metz ein, wo Marmont sein Hauptquartier im Schutz der Festung Metz in Gravelotte nahm.
Marmont blieb bis zum 16. Januar 1814 bei Metz und versuchte die Verteidigung der Festung zu organisieren; General Durutte erhielt das Oberkommando in Metz.
Vor der näher kommenden Schlesischen Armee musste das Korps Marmont weiter zurückweichen: Am 18. Januar 1814 stand das Gros bei Verdun an der Maas. Die Division Ricard, die schon am 13. Januar 1814 nach Pont-à-Mousson marschiert war, um dort die Brücke über die Mosel zu zerstören, wurde vor Erfüllung dieser Aufgabe zurückgerufen, machte einen Umweg über Thiaucourt und besetzte zunächst Saint-Mihiel, um die Schlesische Armee dort am Übergang über die Maas zu hindern.
Marschall Marmont versuchte die Maas als Verteidigungslinie zu halten, was scheiterte, als die Schlesischen Armee in der Nacht auf den 21. Januar 1814 bei Vaucouleurs westlich von Toul den Fluss überschreiten konnte.
Das Korps Marmont wechselte hierauf über Bar-le-Duc in die Nähe von Vitry-le-Francois an der Marne, während die Division Ricard bei Les Islettes Stellung bezog, um den direkten Weg nach Châlons-sur-Marne zu versperren.
Am 26. Januar 1814 traf Napoleon persönlich in Vitry-le-Francois ein und übernahm das Kommando über die französische Armee.

### Die Bewegungen der Schlesischen Armee bis zum 17. Januar 1814

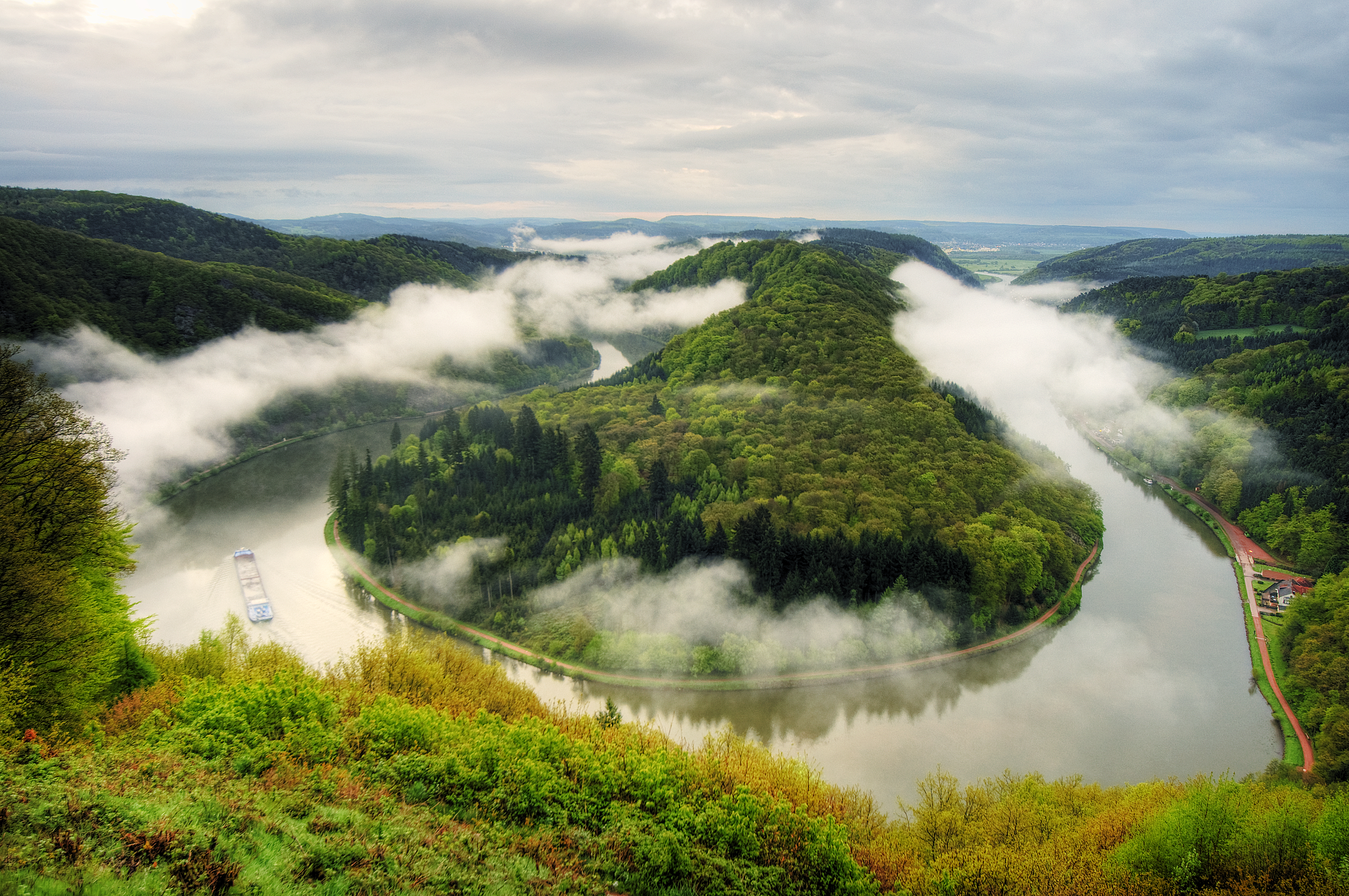
Die Saar

#### Die Bewegungen des russischen Korps Sacken
Das Korps Sacken folgte dem französischen Korps Marmont durch den Pfälzer Wald:
- Am 5. Januar 1814 wurde Frankenstein erreicht und besetzt.
- Am 6. Januar 1814 passierte das Korps Kaiserslautern und zog bis vor Homburg (Saar). Lanskois Husaren operierten weiter im Süden auf der Straße nach Pirmasens.
- Am 8. Januar 1814 wurde Zweibrücken erreicht.
- Am 9. Januar 1814 stand das Korps an der Saar und bewachte das östliche Ufer von Saarbrücken bis Sarrealbe. Karpows Kosaken gingen bereits am Abend bei Saargemünd, wo keine französischen Truppen mehr standen, über den Fluss und erkundeten das gegenseitige Ufer bis Puttelange.
- Am 11. Januar 1814 ging die Kavallerie des Korps über die Saar, Lanskois Husaren ritten bis Saint-Avold. Das Gros sammelte sich zwischen Saargemünd und Sarrealbe und überschritt dann die Saar.
- Am 12. Januar 1814 stand das Korps bereits zwischen Puttelange und Faulquemont südöstlich von Metz.
- Am 13. Januar 1814 erreichte Sackens Vorhut Pont-à-Mousson.
- Am 14. Januar 1814 besetzte preußische Kavallerie unter Prinz Biron von Curland die alte lothringische Hauptstadt Nancy, die kurz zuvor von den französischen Truppen des Marschall Ney verlassen worden war. Prinz Biron von Curland hielt sich nicht in der Stadt auf, sondern übergab sie förmlich an General Sacken.
- Bis zum 16. Januar 1814 hatte das Korps Sacken Quartiere bezogen zwischen Nancy und Château-Salins bis weiter zurück nach Morhange und sicherten damit auch den Nachschub der Schlesischen Armee, der über diese Städte Nancy erreichen konnte, ohne die Festung Metz passieren zu müssen.
- Am 17. Januar 1814 verlegten Blücher und Sacken ihre Hauptquartiere nach Nancy.

#### Die Bewegungen des preußischen Korps Yorck

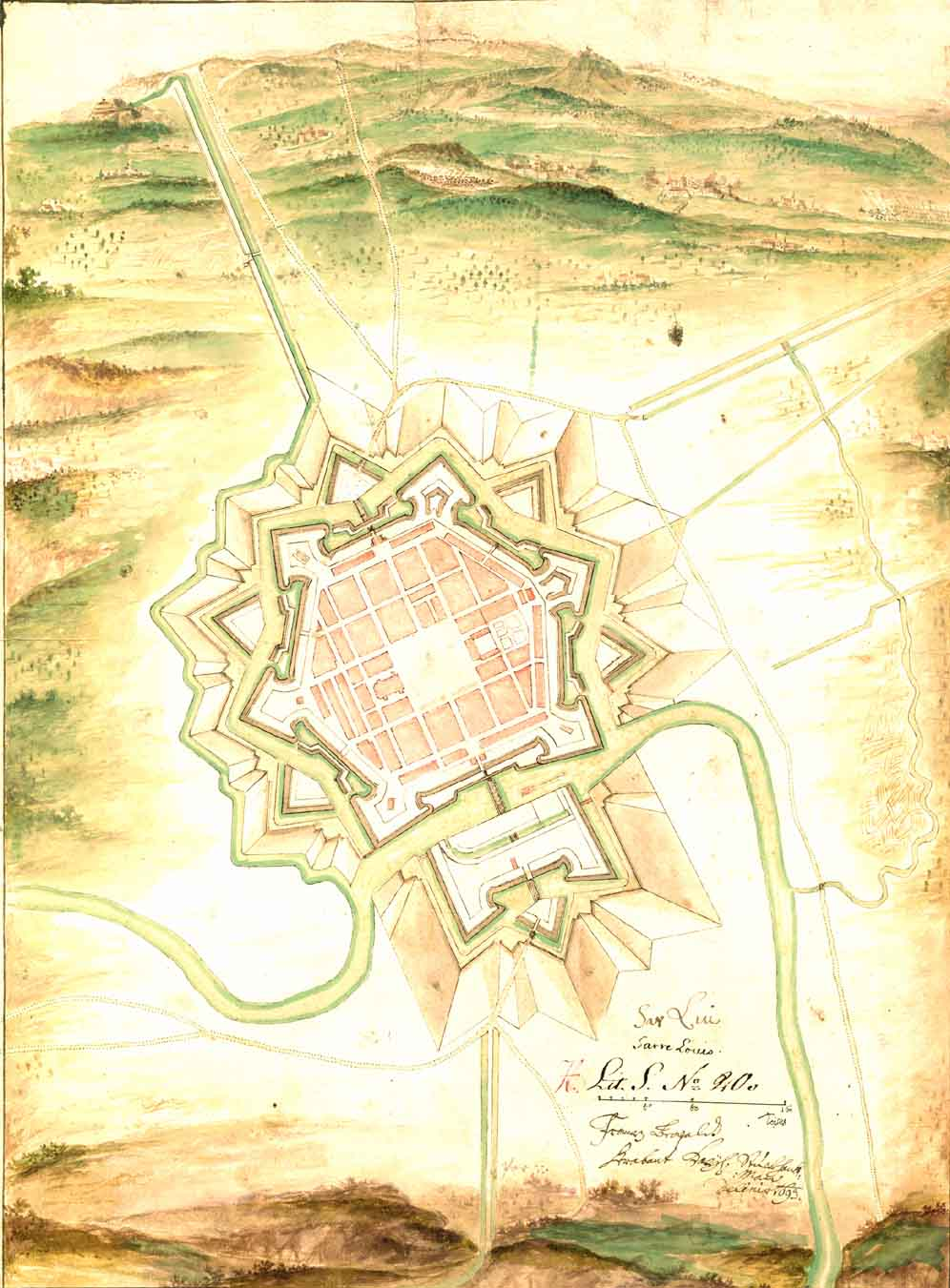
Plan der Festung Saarlouis aus dem 17. Jahrhundert

Blücher stellte dem Korps Yorck zunächst die Aufgabe, die französischen Truppen an die Saar zu verfolgen und wenn möglich die Wiedervereinigung der Divisionen Ricard und Durutte mit dem Gros des Korps Marmont zu verhindern.
- Am 4. Januar 1814 erreichte das Kontingent unter Henckel von Donnersmarck über Kirchberg und Morbach den Ort Thalfang und sandte eine Vorhut bis vor die Tore von Trier.
- Am 5. Januar 1814 hielt das Gros des Korps Yorck Ruhetag, die Truppenteile unter Henckel von Donnersmarck aber besetzten Trier, das alle französischen Truppen fluchtartig verlassen hatten.
- Am 6. Januar 1814 erschwerte Tauwetter, das die Wege morastig werden ließ, das Fortkommen. Das Korps erreichte die Gegend von Kusel.
- Am 7. Januar 1814 erreichte das Korps Birkenfeld und St. Wendel, die Vorhut erreichte bei Saarlouis die Saar.
- Am 8. Januar 1814 rückte das Korps an die Saar heran und beobachtete das östliche Ufer von Saarbrücken bis Saarwellingen. Es fehlte an einer Möglichkeit für Infanterie und Artillerie, den Fluss zu überschreiten. Feste, dauerhafte Brücken gab es zu jener Zeit nur in Saargemünd, wo das Korps Sacken überging, in Saarbrücken, dessen Brücke am nächsten Tage bereits zerstört war, und in Saarlouis. Letztere war für die Preußen unbenutzbar, da sie im Schutz der starken französischen Festung lag, die von wenigstens 1.000 Franzosen besetzt war.[17] Darüber hinaus war der Fluss durch das Tauwetter und anhaltende Regenfälle stark angeschwollen.
- Am 9. Januar 1814 wurde Merzig besetzt und die preußischen Pioniere meldeten Blücher, sie könnten bis zum nächsten Morgen bei Beckingen eine Blockbrücke über die Saar bauen.[18] Das war zu viel versprochen, denn das Bauen einer Blockbrücke im Winter bei Hochwasser war eine schwierige und gefährliche Aufgabe. General Yorck begab sich persönlich nach Beckingen, um den Fortschritt der Arbeiten zu beobachten. Da die Zeit drängte, ging so viel Kavallerie wie möglich in zwei unbewachten Furten über den Fluss und sicherte das andere Ufer. Einige preußische Jäger fassten auch den Mut und schwammen durch den Fluss.

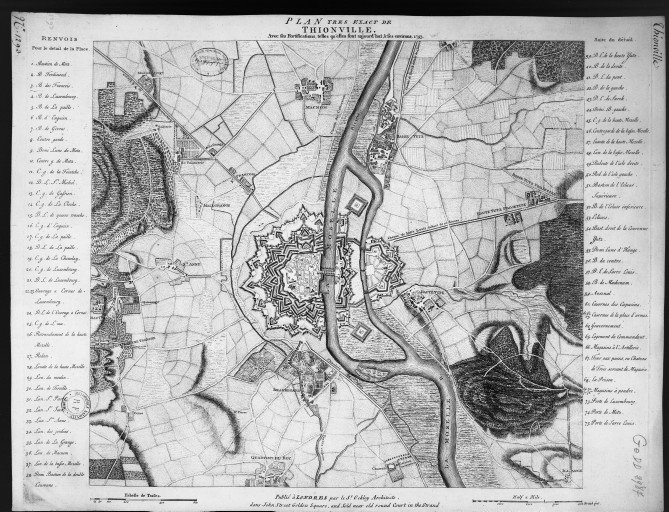
Alter Plan der Festung Thionville

- Am 10. Januar 1814 ließ der preußische Oberst Stutterheim bei Saarbrücken alle im Fluss versenkten Kähne heben und daraus eine Schiffsbrücke herrichten. Diese war gegen Mittag[19] fertig gestellt und für alle Waffengattungen nutzbar. Über diese Brücke konnten die Preußen die Teile Saarbrückens westlich des Flusses besetzen und darüber hinaus auf Forbach vorrücken.
- Am 11. Januar 1814 um 15:00 Uhr waren die Pioniere mit dem Bau der Blockbrücke bei Beckingen fertig und alle Teile des Korps York, soweit sie nicht zur Beobachtung der Festung Saarlouis auf dem östlichen Ufer benötigt wurden, konnten den Fluss überqueren. Diejenigen Kontingente des Korps, die bei Beckingen über den Fluss gegangen waren, erreichten an diesem Tage noch Bouzonville. Sie hatten von Blücher den Auftrag erhalten, die Festung Thionville einzuschließen. Diejenigen preußischen Truppen, die am Vortage in Saarbrücken über die Saar gegangen waren, hatten noch ein Gefecht mit der Nachhut des Korps Marmont bei Saint-Avold.[20]

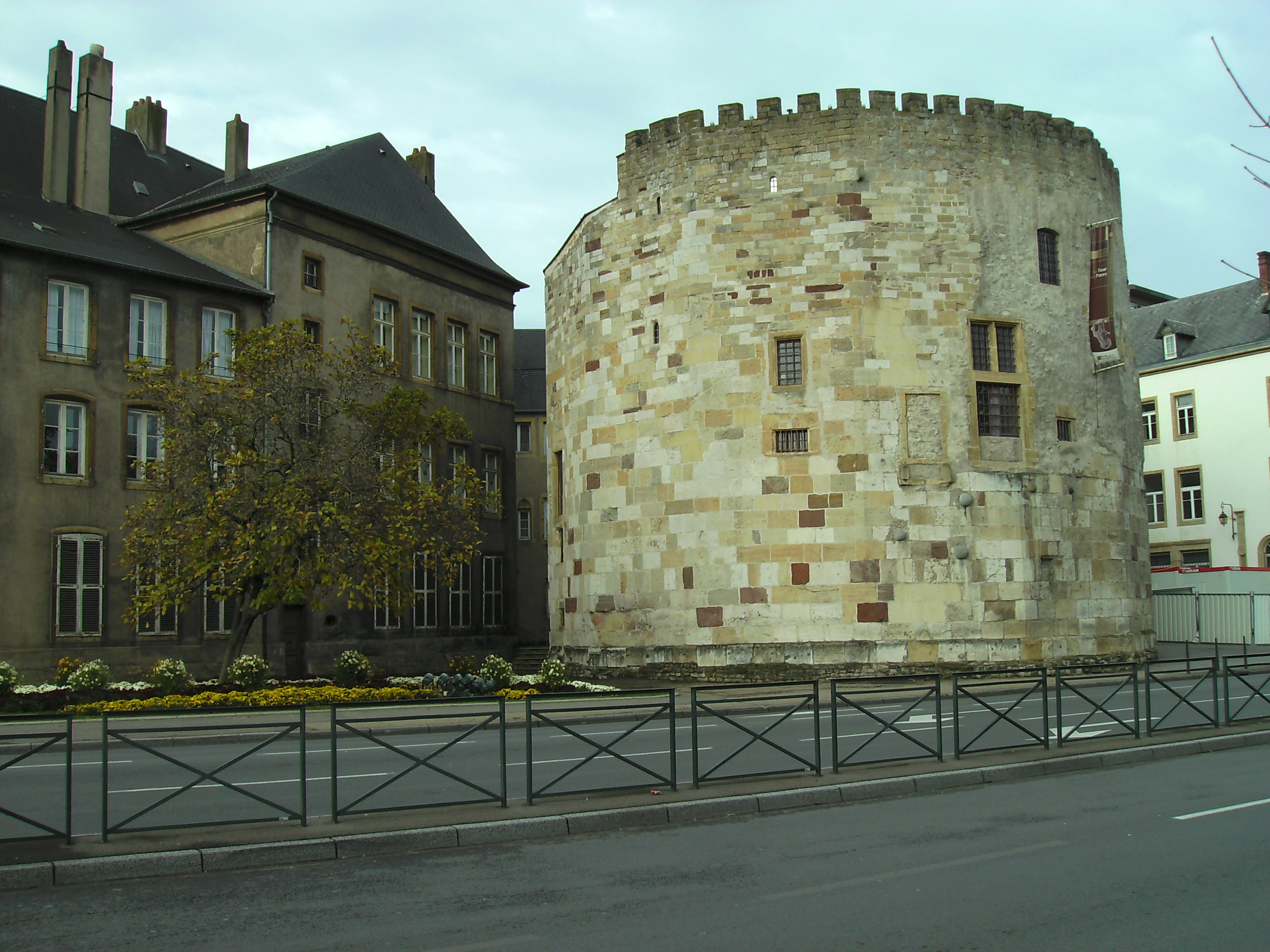
Alter Wehrturm in Thionville

- Am 12. Januar 1814 hatte sich das Korps Yorck geteilt. Die eine Kolonne erreichte Thionville und schloss es ein, die andere stand westlich von Saint-Avold kurz vor der Festung Metz.
- Am 13. Januar 1814 traf der größere Teil des Korps vor der Festung Metz ein und blieb dort für neun Tage liegen. In dieser Zeit wurde Metz von allen Seiten eingeschlossen; da aber wegen der starken Niederschläge das Moseltal überschwemmt war und auch die Brücken über den Fluss nicht mehr erreichbar waren, dauerte dies bis zum 18. Januar 1814. Am 15. Januar 1814 wurden die Truppen unter Henckel von Donnersmarck in Trier durch solche des Korps Kleist abgelöst und zogen gegen Thionville weiter. Auf ausdrücklichen Befehl Blüchers wurden auch starke Kontingente nach Luxemburg und sogar Verdun gesandt, um zu erkunden, ob eine dieser Moselfestungen[21] zu erstürmen sei. Dies erwies sich aber als völlig unmöglich. Luxemburg insbesondere war zu der Zeit die größte und stärkste Festung Europas und ließ sich durch eine Handvoll preußischer Bataillone nicht beeindrucken. Durch den Verzug, der durch diese Erkundungen aber entstand, fehlte dieses Korps, als es zu den ersten Gefechten der Schlesischen Armee mit der französischen Armee kam. Als das Korps Yorck dann am 11. und 12. März 1814 zum ersten Mal in diesem Feldzug ernsthaft zum Einsatz kam, wurde es von der französischen Armee unter Napoleons Führung blutig dezimiert.

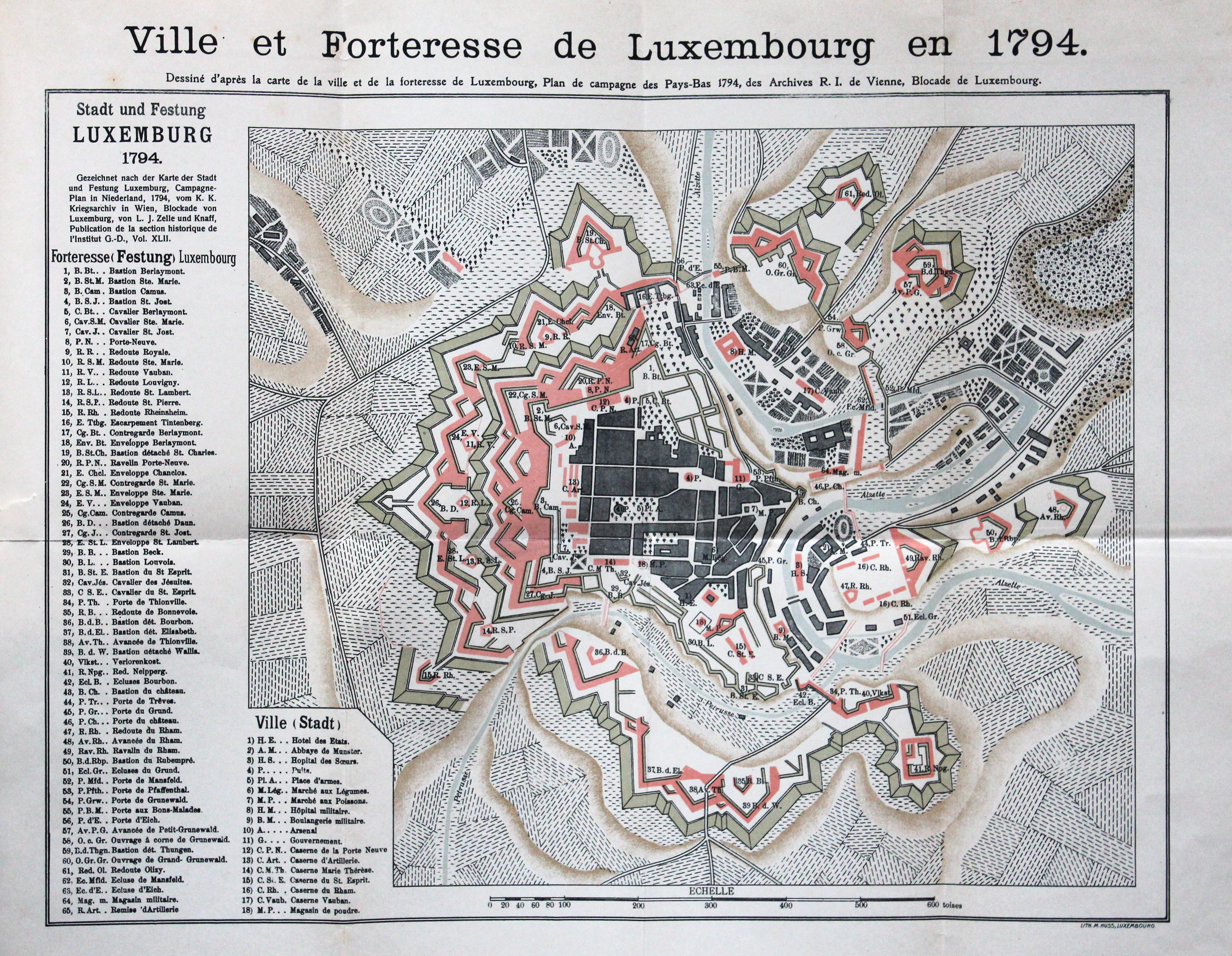
Plan der Festung Luxemburg um 1794

#### Die Bewegungen des russischen Korps Olsufiew
Das Korps Olsufjew war ein Teil des Korps Langeron, das Mainz eingeschlossen hatte. Dort wurde es aber nicht benötigt und folgte deshalb in der Stärke von 6000 Mann dem russischen Korps Sacken. Das Korps Olsufiew stand aber nicht unter dem Befehl Sackens, sondern unmittelbar unter dem Kommando Feldmarschall Blüchers.

### Die Bewegungen der französischen Korps bis zum 25. Januar 1814
Das Korps des Marschalls Victor stand am 11. Januar 1814, dem Tage des Gefechts bei Épinal, noch in den Vogesen zwischen Rambervillers
und Luneville.
Dieses Korps ging in den folgenden Tagen auf Saint-Nicolas-de-Port zurück. Auf dem Wege die Vogesenhänge hinab verlor das Korps wegen der winterlichen Bedingungen allein 300 Reitpferde durch Stürze. Als die Truppen am 14. Januar 1814, kurz bevor die ersten Preußen dort erschienen, durch Nancy marschierten, forderte Victor von den Bürgern der Stadt 15.000 Franken, um die Pferde seiner Kavallerie neu beschlagen zu lassen. Ohne auf das Geld zu warten, zog das Korps weiter nach Toul. Dort, in der ehemals befestigten Stadt, deren Wälle halb zerfallen waren, ließ Marschall Victor eine kleine Besatzung zurück, und ging selbst mit dem Gros seines Korps weiter nach Ligny-en-Barrois. Von dort wurde das Korps Victor am 23. Januar 1814 von russischen Truppen des Korps Sacken in einem zähen Gefecht unter Verlust von 200 Mann vertrieben und zog sich direkt nach Saint-Dizier an der Marne zurück, wo es am 24. Januar 1814 eintraf.
Am 25. Januar 1814 wurde das Korps Victor in Saint-Dizier wiederum vom Korps Sacken angegriffen und zog darauf, ohne in ein Gefecht einzutreten, nach Vitry-le-Francois weiter.
Das in Nancy neu aufgestellte Korps des Marschalls Ney der Jungen Garde hatte Nancy am 13. Januar 1814 verlassen und zog dieselben Wege wie das Korps Victor, nur war es immer eine Zeitspanne voraus.
Am 25. Januar 1814 befanden sich folgende Truppenteile an Marne und Seine:
| Truppenteil | Truppenstärke | Stellung am 25. Januar 1814 |  |
| --- | ------------- | --------------------------- |  |
| Korps Victor mit den Infanterie-Divisionen Duhesme und Gérard und der Kavallerie-Division Milhaud                                  | 14.750        | bei Vitry-le-François       |  |
| Korps Ney mit drei Divisionen Junger Garde unter den Generälen Meunier, Decouz und Rottembourg                                     | 14.500        | bei Vitry-le-François       |  |
| Korps Marmont mit der Kavallerie-Division Doumerc und den Infanterie-Divisionen Lagrange und Ricard und neuer Verstärkung aus Metz | 12.050        | bei Vitry-le-François       |  |
| Korps Mortier mit zwei Divisionen der Alten Garde unter Friant und Michel                                                          | 20.000        | in Troyes                   |  |
| Die Gardekavallerie unter Lefebvre-Desnouettes aus Paris eingetroffen                                                              | 1.700         | bei Vitry-le-François       |  |
| Summe kampffähiger Truppen | ca. 63.000    |                             |  |

Im Norden befand sich das Korps Marschall MacDonalds mit der Division Sebastiani im Anmarsch, zu weit entfernt, um in den Ereignissen der folgenden Tage eine Rolle zu spielen.
Die Truppenstärken änderten sich von Tag zu Tag, da immer wieder junge Rekruten zur Verstärkung eintrafen und andere davonliefen.

### Napoleon übernimmt den Befehl über die französischen Truppen am 26. Januar 1814

Reste der Festung in Saint-Dizier,
die bereits im 18. Jahrhundert (1775) bei einem großen Brand weitgehend zerstört worden war

Am 25. Januar 1814 um 6:00 morgens verließ Napoleon Paris, um zu seiner Armee zu reisen und persönlich das Kommando zu übernehmen. Er reiste mit 5 Kutschen; in seiner persönlichen Kutsche hatte sein enger Vertrauter General Bertrand bei ihm Platz genommen. Bertrand war zu dieser Zeit bereits Grand maréchal du palais.
Napoleons Stab war vorausgereist. Chef des Stabes war wieder Berthier, Napoleons persönliche Adjutanten die Generale Drouet, Flahaut, Corbineau und Dejean.
Das Frühstück nahm Napoleon am ersten Reisetag bereits in Château-Thierry ein, das in diesem Feldzug noch viele Besucher hinnehmen musste. Am späten Abend wurde das 170 km von Paris entfernte Châlons-en-Campagne erreicht. Napoleon fand dort weder seine Marschalle noch nennenswerte Truppen vor und reiste am nächsten Morgen, dem 26. Januar 1814, nach Vitry-le-Francois zu seinen Truppen weiter. In den folgenden Tagen erließ Napoleon eine Flut von Befehlen und Anordnungen, die in der Mehrzahl nicht auszuführen waren und auch nicht ausgeführt wurden. Die wesentlichen Aktionen hingegen leitete er selbst: Bereits am Morgen des 27. Januar 1814 befahl er der Kavallerie unter Milhaud die Vorhut des Korps Sacken unter General Lanskoi aus Saint-Dizier zu vertreiben, was diese unverzüglich erfolgreich erledigte. Diesen eher kleinen Erfolg seiner Truppen meldete Berthier im Auftrag Napoleons als großen Sieg nach Paris.

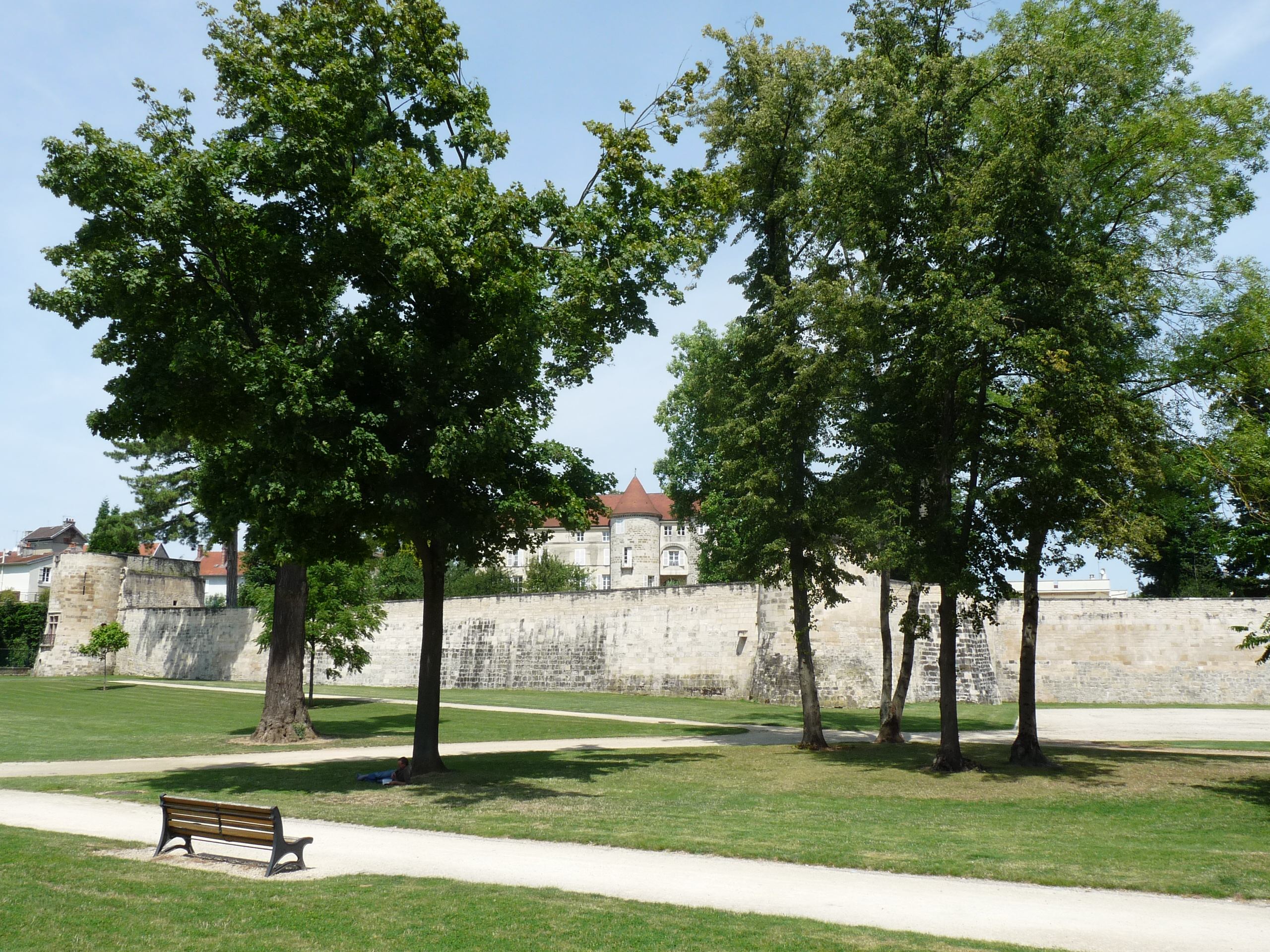
Reste der Festung in Saint-Dizier,
heute von der Praefektur genutzt

Napoleon selbst verließ um 11:00 Uhr vormittags des nächsten Tages, dem 28. Januar 1814, Saint-Dizier wieder, nachdem er die weiteren Bewegungen seiner Truppen geordnet hatte, und begab sich nach Montier-en-Der. Den Befehlen Napoleons folgend
- blieb Marmont mit seinem Korps zunächst als Nachhut bei Saint-Dizier zurück und sicherte die französische Armee gegen das südwärts heranrückende preußische Korps York. Um 16:00 Uhr am 28. Januar 1814 brach auch Marmont mit der schweren Kavallerie und 1200 Mann Infanterie auf nach Wassy, die Reste der Division Lagrange und die leichte Kavallerie blieben in Saint-Dizier;
- marschierte das Korps Victor auf der Straße nach Joinville bis Rachecourt,[28] um von dort strikt nach Westen über Wassy bis Montier-en-Der zu gehen;[29]
- benutzte das Korps Ney die direkte Straße von Saint-Dizier nach Montier-en-Der;[30]
- marschierten die restlichen Truppen einschließlich der nachgerückten Division Ricard unter dem Oberbefehl von General Gérard von Vitry-le-François unmittelbar nach Süden.[31]

Die Wege waren in einem erbärmlichen Zustand und die Truppen kamen nur langsam voran. Unter großer Mühsal mussten immer wieder die Geschütze aus dem Schlamm gezogen werden. Victor und seine Männer trafen erst spät in der Nacht bei Montier-en-Der ein. In der waldreichen, dünn besiedelten Gegend waren kaum Quartiere zu finden. Die wenigen komfortableren Häuser nahmen sich die Offiziere. Die jungen französischen Rekruten, die noch Scheu hatten, sich mit Gewalt zu nehmen, was sie brauchten, zogen bettelnd von Haus zu Haus und baten um etwas zu essen, was ihnen die Bauern, arm wie sie waren, nicht geben konnten.
Napoleon verbrachte die Nacht in Montier-en-Der. Am nächsten Morgen befahl er, auf direktem Wege nach Brienne zu marschieren und dort die Truppen der Schlesischen Armee anzugreifen.

### Die Bewegungen der Schlesischen Armee bis zum 28. Januar 1814

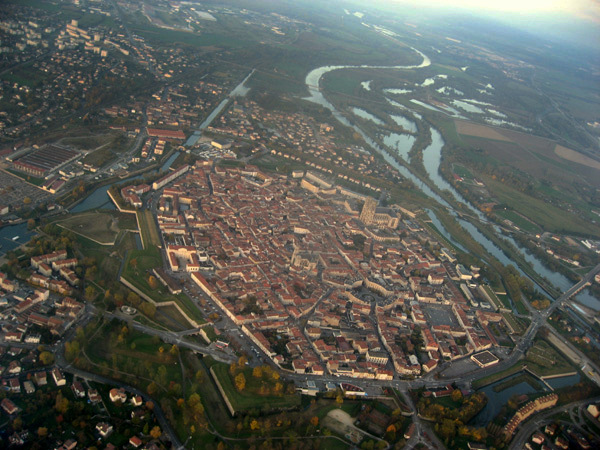
Die Anlage der Vaubanschen Festung Toul lässt sich noch heute gut auf Luftaufnahmen erkennen; rechts die Mosel

Am 20. Januar 1814 befahl Blücher dem russischen Korps Sacken, das noch bei Nancy stand, die 24 km entfernte Stadt Toul zu besetzen. Toul war im ausgehenden 17. Jahrhundert von Vauban befestigt worden, allerdings waren die Befestigungen nicht mehr gepflegt worden und in Teilen bereits verfallen. Die Division des Generals Liewen aus dem Korps Sacken schloss die Stadt von zwei Seiten ein und bereitete eine Belagerung vor. Angesichts dieser Bedrohung durch weit überlegene Kräfte kapitulierten die 400 Mann Besatzung und gingen in Gefangenschaft. Blücher ordnete nun an, dass sich das Korps Sacken, das sich in zwei Infanterie-Divisionen gliederte, zu teilen habe: Ein Kontingent unter General Schtscherbatow solle direkt nach Westen auf Saint-Dizier vorrücken, das andere unter General Liewen nach Südwesten auf Joinville. Beide Städte liegen an der Marne und boten einen guten Ausgangspunkt, um sich nach Süden über Chaumont mit der Böhmischen Armee zu einer Streitmacht zu verbinden, ein Unterfangen, das Napoleon sofort zu unterbinden versuchte.
Schon in der Nacht auf den 21. Januar 1814 konnte die Vorhut des südlich marschierenden Kontingents bei Vaucouleurs unbehelligt die Maas überschreiten, das andere erreichte am 22. Januar 1814 den Ort Void-Vacon.

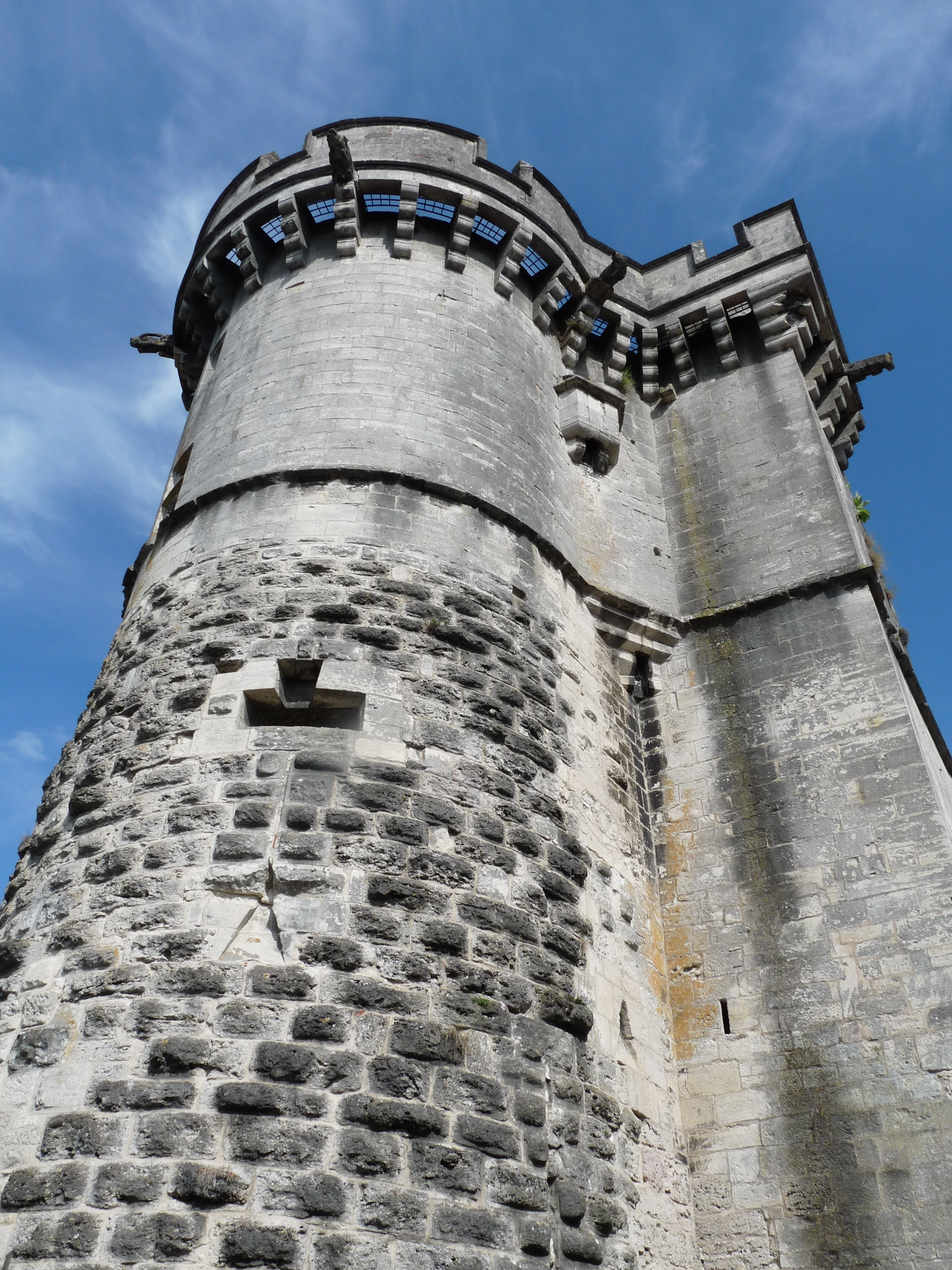
Der Wehrturm Tour Valéran aus dem 14. Jahrhundert in Ligny-en-Barrois

Auf ausdrücklichen Befehl Napoleons versuchte nun der französische Marschall Victor, sich am Ornain zu behaupten, worauf es am 22. Januar 1814 bei Saint-Aubin-sur-Aire zu einem Gefecht zwischen russischer Kavallerie unter Wassiltschikow und der französischen Kavallerie-Division Milhaud kam. Es begann mit einem Duell der berittenen Artillerie, das in einen Angriff der gesamten dort verfügbaren russischen Kavallerie überging. Die Franzosen mussten das Feld räumen und sich zum Gros des Korps Victor bei Ligny-en-Barrois zurückziehen.
Am Abend dieses Tages rückte das Korps Olsufiew nach Toul und Blücher verlegte sein Hauptquartier dorthin. Blücher sandte an diesem Tage neue Befehle an General Yorck und ordnete an, alle Aktionen gegen die Moselfestungen abzubrechen und unverzüglich nach Süden zu folgen.
Am 23. Januar 1814 griff die russische Division Schtscherbatow des Korps Sacken die französischen Truppen in Ligny-en-Barrois an. Die Russen stürmten die Stadt und vertrieben die Franzosen in einem hitzigen, blutigen Gefecht mit dem Bajonett daraus. Mehrere hundert Mann fielen auf beiden Seiten.
Am 24. Januar 1814 stand die Vorhut des Korps Sacken vor Saint-Dizier, die Division Liewen erreichte Joinville und die Division Schtscherbatow stand am Ornain. Das Korps Olsufiew stand bei Gondrecourt-le-Château ebenfalls am Ornain.
Am 25. Januar 1814 griffen schwache Kräfte der Division Schtscherbatow des Korps Sacken die französischen Truppen bei Saint-Dizier an. Obwohl die Franzosen bei weitem in der Überzahl waren, kam es nur zu einem kurzen Gefecht, dann zogen alle französischen Kräfte nordwärts nach Vitry-le-Francois. Die leichte Kavallerie der Russen unter General Lanskoi besetzte Saint-Dizier; Schtscherbatows Infanterie blieb an diesem Tage bei Saint-Dizier stehen. Die Division Liewen zog von Joinville weiter zur Aube und kam an diesem Tage bis Dommartin. Das Korps Olsufiew besetzte Joinville.
Am 26. Januar 1814 bewegte sich die Division Liewen nach Tremilly und die Division Schtscherbatow nach Giffaumont.
Am 27. Januar 1814 stand das Korps Sacken bei Brienne, das Korps Olsufiew in Brienne-le-Château. Blüchers Hauptquartier war im Château de Loménie de Brienne. Nur General Lanskoi befand sich mit seinen Husaren noch in Saint-Dizier.
Blücher kannte weder die genaue Stellung der französischen Truppen noch wusste er, dass Napoleon bei diesen eingetroffen war und persönlich das Kommando übernommen hatte. Am besten war er über die Stellung des Korps Mortier in Troyes informiert und darüber, dass sich die Böhmische Armee langsam dieser Stadt von Süden näherte. Blücher beschloss daher, nach Arcis-sur-Aube, genau nördlich von Troyes, zu gehen, um das Korps Mortier einzuschließen. Zur Umsetzung dieses Planes erhielt General Sacken den Befehl, dorthin zu marschieren und bei Lesmont die Aube zu überschreiten, denn dort befand sich noch eine unzerstörte, feste Brücke.
Am frühen Morgen des gleichen Tages wurden Lanskois Kavalleristen in Saint-Dizier von starken, weit überlegenen französischen Kräften angegriffen und mussten fluchtartig die Stadt verlassen. Es blieb ihnen nur die Straße nach Joinville zum Rückzug offen, auf der sie weiter verfolgt wurden. Lanskoi sandte sofort Kuriere zu Blücher, die aber weite Umwege gehen mussten und erst am Morgen des 28. Januar 1814 im Hauptquartier der Schlesischen Armee eintrafen. Endlich in Kenntnis dieses unerwarteten Angriffs befahl Blücher sofort dem Korps Sacken, bei Lesmont stehen zu bleiben und die Ankunft Lanskois und seiner Reiter abzuwarten.
Ebenfalls noch am 28. Januar 1814 positionierte Blücher vier Regimenter der Platowschen Kosaken, zusammen 900 Reiter, bei Maizières, im halben Winkel zwischen den Straßen nach Vitry und Montier-en-Der, um beide Straßen von dort überwachen zu lassen. Diese Kosaken gehörten zur Böhmischen Armee und waren von Fürst Schwarzenberg auf Erkundung die Aube hinunter gesandt worden.
Weiterhin rief Blücher die Kavallerie-Division des Grafen Pahlen aus dem russischen Korps Wittgenstein der Böhmischen Armee zu seiner Hilfe herbei.

### Die Bewegungen der russischen Kavallerie unter Graf Pahlen
Die Kavallerie-Division des Grafen Pahlen mit mehr als 2000 Reitern bildete die weit vorausgehende Vorhut des russischen Korps Wittgenstein der Böhmischen Armee, das in den ersten Januartagen des Jahres 1814 bei Fort-Louis südwestlich von Rastatt den Rhein überschritt und damit zunächst dasjenige Korps der Böhmischen Armee war, das der Schlesischen Armee am nächsten stand. Wegen des schlechten Wetters und heftigen französischen Widerstandes zog sich der Rheinübergang dieses Korps längere Zeit hin. Am 15. Januar 1814 standen die Reiter des Grafen Pahlen noch in Saverne, am 17. Januar 1814 wurde vergeblich die Einnahme des befestigten Phalsbourg versucht, am 18. Januar 1814 standen die Reiter in Sarrebourg, am 20. Januar 1814 erreichte Graf Pahlen mit seinen Männern Luneville, wo er einen Ruhetag anordnete. Am 22. Januar 1814 gingen die Kavalleristen in Flavigny über die Mosel und ritten noch bis Vézelise, womit sie in unmittelbarer Nähe des Korps Olsufiew angekommen waren. Am 23. Januar 1814 erhielt Pahlen von Wittgenstein den Befehl, Verbindung mit dem Hauptquartier Blüchers aufzunehmen und in ständiger Verbindung zu bleiben. Am 24. Januar 1814 überschritten die Reiter Pahlens in Maxey-sur-Meuse die Maas und standen am 25. Januar in Donjeux an der Marne.
Am 28. Januar sandte Blücher einen Boten zu Graf Pahlen, der an diesem Tage nur 16 km entfernt in Eclance stand, und bat ihn, mit seinen Reitern nach Brienne zu kommen und sich zu Blüchers Verfügung zu halten. Graf Pahlen kam dieser Aufforderung umgehend nach. Damit hatte Blücher in Brienne nicht nur die Infanteristen Olsufiews, sondern auch Kavallerie zu seiner Verfügung.

## Die Topografie des Gefechtsfeldes

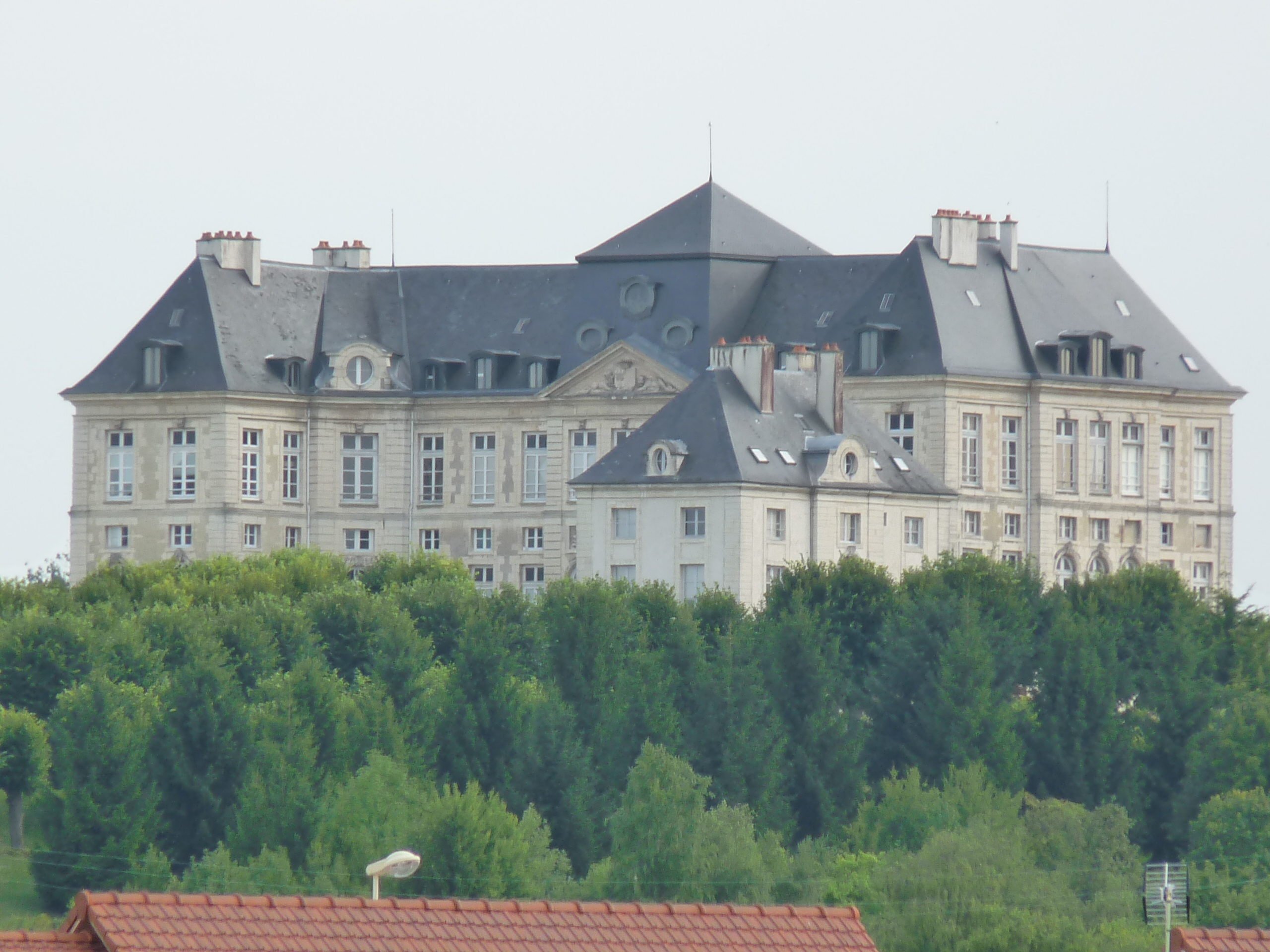
Château Brienne über den Dächern des Ortes

Brienne-le-Château grenzt im Süden an eine weite Ebene, die bis Trannes reicht. Nach Osten und Norden steigt das Gelände in einiger Entfernung vom Ort sanft an. Überragt wird der Ort von dem Schloss, das, auf einem Hügel im Westen der Stadt erbaut, die gesamte Gegend dominiert und von weither gut zu sehen ist. Westlich des Schlosses liegt ein dichtes, stattliches Waldgebiet, das bis zur Aube reicht, die weniger als 2 km entfernt von Süden nach Nordwesten fließt.
Fünf Straßen führen in den Ort: Die erste, von Osten von Montier-en-Der kommend, läuft durch das ganze Stadtgebiet geradewegs auf das Schloss zu, das aus dieser Richtung über eine lang gestreckte Auffahrt zu erreichen ist. Diese Straße wird im Stadtgebiet zweimal von Durchgangsstraßen gekreuzt. Das erste Mal von der Straße, die von Vitry-le-Francois über La Rothière nach Bar-sur-Aube führt, das zweite Mal von der Straße, die von Arcis-sur-Aube über Lesmont nach Dienville führt.
Im Jahre 1814 gab es in höheren Lagen viel Weinbau, die niederen Lagen waren landwirtschaftlich schwer nutzbar, da sie regelmäßig von der Aube überschwemmt wurden. Diese Situation änderte sich erst in den 1970er-Jahren wesentlich, als zur Hochwasser-Regulierung der Aube-Stausee Lac Amance bei Dienville gebaut wurde.
Mitte Januar 1814 hatte es tagelang geregnet und die Aube hatte Hochwasser geführt, das aber bereits wieder abgeflossen war. Immer noch aber war der Boden in der ganzen Gegend durchweicht und grundlos tief. Geschütze konnten mit der üblichen Bespannung nur auf den befestigten Straßen bewegt werden.

## Der Gefechtsverlauf am 29. Januar 1814

### Der Rückmarsch des russischen Korps Sacken

Überragend: Château Brienne mit Nebengebäuden.
Die Auffahrt führt von links von der Stadt her zum Schloss hinauf, die Franzosen eroberten das Schloss von der Rückseite her (rechts hinten)

Am Abend des 28. Januar 1814 wurde von umherstreifenden Kosaken westlich der Aube ein französischer Offizier gefangen, der drei fast gleichlautende Briefe des Marschalls Berthier, Napoleons Stabschef, an die französischen Generale Bourdesoulle in Arcis-sur-Aube, Mortier in Troyes und Colber in Nogent-sur-Seine bei sich führte. Obwohl die Briefe sofort durch Kuriere an Blüchers Hauptquartier gesandt wurden, trafen sie dort erst am Morgen des 29. Januar 1814 ein. In diesen Briefen wurden Napoleons Absichten für die weiteren Tage offengelegt und sie brachten die Gewissheit, dass sich der französische Kaiser persönlich bei seinen Truppen befand. Blücher befahl dem Korps Sacken sofort, im Eilmarsch von Lesmont zurückzukehren und sich südlich von Brienne auf dem ebenen Gelände zu beiden Seiten der Straße nach Trannes zur Schlacht aufzustellen. Das Korps Sacken begann seinen Rückmarsch unverzüglich, bis aber das ganze Korps Brienne passiert hatte, vergingen einige Stunden. Lesmont selbst ist weniger als 10 km von Brienne entfernt.
Die Briefe des Marschall Berthier enthielten auch vollkommen falsche Nachrichten, so etwa, dass sowohl Bar-le-Duc als auch Joinville von französischen Truppen besetzt sei. Diese Falschmeldungen riefen im Hauptquartier der Böhmischen Armee, als sie dort bekannt wurden, große Besorgnis hervor.

### Ab 14:00 Uhr: Angriff der französischen Kavallerie
Es waren 22 km, die die französischen Truppen, nachdem sie bei Tagesanbruch von Montier-en-Der aufgebrochen waren, bis Brienne-le-Château zurückzulegen hatten. Die Wege waren schlecht und die Franzosen kamen nur langsam voran. Die gesamte Kavallerie ging der Infanterie voraus. Bei Maizières, etwa 17 km von Montier-en-Der, kam sie in ersten Kontakt mit den Kosaken, die Blücher am Vorabend zur Beobachtung der Straße dorthin gesandt hatte.
Um den Rückmarsch des Korps Sacken zu decken, hatte Graf Pahlen seine russischen Reiter nordöstlich der beiden Straßen nach Lesmont und Vitry-le-Francois aufgestellt, von den Höhen südlich von Perthes-lés-Brienne bis nach Lassicourt hin. Seine Ulanen aus Tschugujew und eine halbe Batterie reitender Artillerie hatte er zur Unterstützung der Kosaken vorgeschickt.
Bis 14:00 Uhr waren französische Reiter in großer Zahl bei Maizières angekommen. Sie hatten drei Batterien reitender Artillerie bei sich, die sie unverzüglich zum Einsatz brachten. Zwei französische Kavallerie-Divisionen griffen Kosaken und Ulanen an und zwangen sie, zu weichen und sich in die Reihen der Pahlenschen Reiterei zurückzuziehen. Die Franzosen nutzten den gewonnenen Raum, um weiter nach Westen auf die Straße von Lesmont vorzurücken. Diese Straße musste aber von den Russen für den Rückmarsch des Korps Sacken frei gehalten werden. Deshalb sandte Blücher die Artillerie des Korps Olsufiew von Brienne aus nach Norden vor mit dem Auftrag, die französische Kavallerie von der Straße fernzuhalten. Die russischen Artilleristen gingen entlang der Straßen nach Lesmont und Montier-en-Der in Stellung, und da auch die Franzosen ihre Geschütze heranbrachten, begann ein heftiges Artillerie-Duell. Mit der Unterstützung der eigenen Geschütze gelang es Graf Pahlen, wiederholte Angriffe der französischen Reiter abzuwehren. Seinen Ulanen gelang es sogar, einige französische Kanonen zu erobern, die im Morast stecken geblieben waren. Gegen 15:00 Uhr war die Übermacht der französischen Truppen aber so stark angewachsen, dass Graf Pahlen beschloss, sich mit seinen Reitern bis an die Stadt Brienne zurückzuziehen.
Um 16:00 Uhr hatte das Gros des Korps Sacken sich hinter Brienne zurückgezogen und dort Aufstellung genommen. Die Masse seiner Kavallerie stand südöstlich von Brienne bereit. Nur die russischen Dragoner waren zurückgeblieben, hatten zuletzt noch die Brücke über die Aube in Lesmont zerstört und sich dann den Reitern des Grafen Pahlen angeschlossen.

### Ab 15:00 Uhr: Angriff der französischen Infanterie auf Brienne
Nach 15:00 Uhr erschien eine Division des Korps Victor als erste Infanterie-Einheit vor Brienne, ging unmittelbar zum Angriff über, konnte in den Ort eindringen und wurde auch wieder daraus vertrieben.
Um 16:00 war französische Infanterie in großen Massen vor Brienne eingetroffen, insbesondere die jungen Rekruten des neu gebildeten Korps Ney. Napoleon befahl den gemeinsamen Angriff auf die Stadt. Dieser begann unverzüglich und die französischen Truppen drangen bis in die Mitte Briennes vor. Die französische Kavallerie aber war komplett vor der nach Westen führenden Straße nach Lesmont stehen geblieben. Vor den französischen Reitern erhob sich dort der Hügel mit dem Schloss, wo es zu dieser Zeit keine Gefechtshandlungen gab. Die russische Kavallerie unter Graf Pahlens Oberkommando hatte sich andererseits in der bereits beginnenden Dämmerung, den letzten Infanteristen Sackens durch Brienne folgend, auf die östliche Seite des Ortes bewegt, wo alle anderen russischen Reiter bereitstanden. Bei hereinbrechender Dunkelheit griff die gesamte russische Kavallerie die Masse französischer Infanterie an, die noch vor Brienne stand und der kein einziger französischer Reiter zu Hilfe kam, brachte ihr erhebliche Verluste bei und trieb sie in großer Unordnung weit zurück. An diesem Tage war dies die erfolgreichste Aktion der Koalitionstruppen.
Denjenigen französischen Infanteristen, die schon in Brienne eingedrungen waren, fehlte nun jede Unterstützung und sie bemühten sich in Eile davonzukommen, ohne von russischen Reitern aufgespürt zu werden.
Da es nach Abschluss dieses Kavallerie-Angriffs bereits dunkel geworden war, meinten Blücher und sein Stab, die Kämpfe seien beendet, und begaben sich zurück auf das Schloss. Dies war ein schwerer Irrtum. Auch nach vielen Jahren napoleonischer Kriege verstand Blücher nicht, dass der französische Kaiser niemals einen eigenen Nachteil akzeptieren würde, solange ihm die Mittel zur Verfügung standen, diesem abzuhelfen.

### Ab 17:00 Uhr: Eroberung des Schlosses durch die Franzosen

Die Auffahrt zum Château Brienne

In der Zwischenzeit hatte sich eine französische Infanterie-Einheit von 400 Mann unbemerkt durch den Wald von der Westseite her, die Brienne abgewandt ist, dem Schloss genähert. Diese Parkseite des Schlosses wurde nur von einigen wenigen Männern der preußischen Stabswache beobachtet, die von den Franzosen schnell übermannt wurden. Blücher und sein Stab befanden sich wieder im Schloss, als Gewehrfeuer anhob und die Franzosen dort eindrangen. Es gelang Blücher nur knapp, sich mit den meisten Männern seines Stabes in die Stadt in vorläufige Sicherheit zu bringen. Dabei musste er noch geschützte Seitenpfade suchen, da Brienne in Flammen stand und das Feuer die Auffahrt zum Schloss hell beleuchtete.

### In der Nacht: Kampf um Brienne und das Schloss

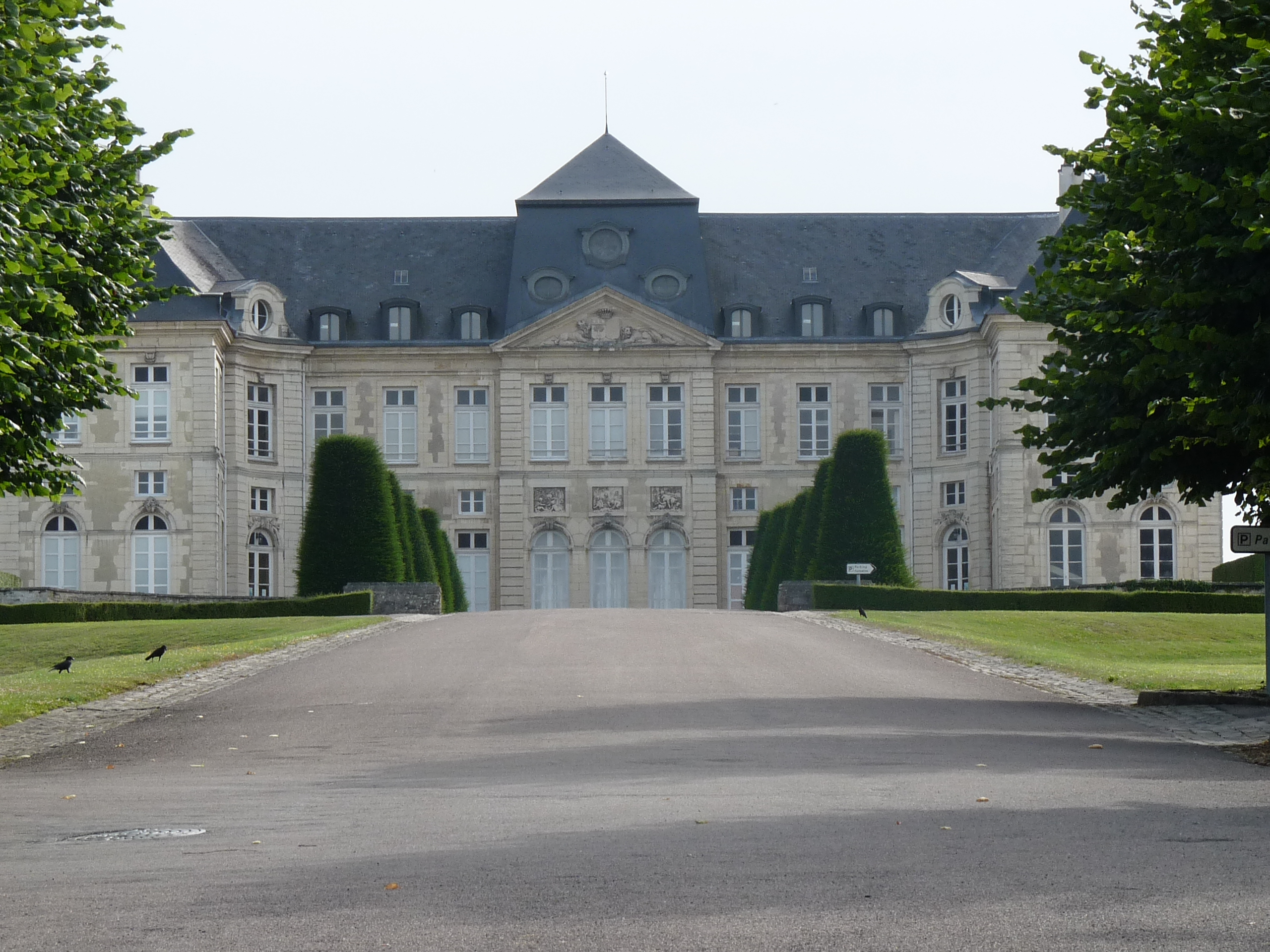
Das Château Brienne von der Stadtseite

Die französischen Besetzer des Schlosses blieben dort nicht alle stehen, ein Teil von ihnen stürmte die Auffahrt hinab nach Brienne hinein, um dort das Gefecht wieder aufzunehmen. Zu dieser Zeit griff auch die französische Garde-Kavallerie an: Auf der Straße von Lesmont drang sie, ohne auf großen Widerstand zu stoßen, in das vom Feuer erleuchtete Brienne ein, was die französische Infanterie nutzte, um ebenfalls wieder von Norden in den Ort vorzustoßen. Blücher sandte die Truppen des Korps Sacken, die südlich des Ortes bereitstanden, nach Brienne hinein, um die Franzosen zu vertreiben. Zur gleichen Zeit erhielt das Korps Olsufiew den Befehl, das Schloss wieder zurückzuerobern.
Nun begann ein stundenlanger zäher und blutiger Kampf um Stadt und Schloss. Den Truppen Sackens gelang es schließlich, die Franzosen aus Brienne zu vertreiben. Olsufiews Männern aber gelang es nicht, sich wieder des Schlosses zu bemächtigen. Die französischen Verteidiger standen im Dunkeln, während die Russen den vom Häuserbrand hell erleuchteten Hang hinauf mussten. Zweimal traten sie an, kamen bis zum Schloss und mussten wieder weichen. Auffahrt, Höfe und Terrassen lagen danach voller Toter und Verwundeter. Da das Schloss aber die Umgebung dominierte und von dort immer wieder Ausfälle nach Brienne und Dienville möglich waren, ordnete Blücher um 2:00 Uhr morgens des nächsten Tages den Rückzug an.
Für General Olsufiew hatte der Tag weitreichende Folgen: Von verschiedener Seite wurden ihm Mängel in der Führung seiner Truppe vorgeworfen. Der 20 Jahre ältere Sacken drohte ihm sogar mit einem Kriegsgerichtsverfahren. 12 Tage später in der Schlacht von Champaubert wollte Olsufiew sich bewähren, verlor jedoch sein Korps und geriet selbst in Gefangenschaft.

### Ab 2:00 Uhr in der Nacht: Rückzug der Russen
Das Korps Olsufiew marschierte noch 18 km bis Arsonval, wohin sich auch Blücher mit seinem Stabe begab.
Die Infanterie des Korps Sacken ging zurück bis Bossancourt, seine Kavallerie aber blieb südlich von Brienne stehen, um die Franzosen bei Tagesanbruch zu beobachten. Bei einem Angriff durch die französischen Truppen sollte sie bis Trannes zurückgehen.
Napoleon verbrachte die Nacht in Maizières. Die Franzosen verloren die Generäle Decouz, Forestier und Baste.

## Die Tage danach

### Der Vormarsch der französischen Armee
Der französische Kaiser verlegte sein Hauptquartier am 30. Januar 1814 in das Schloss Brienne.

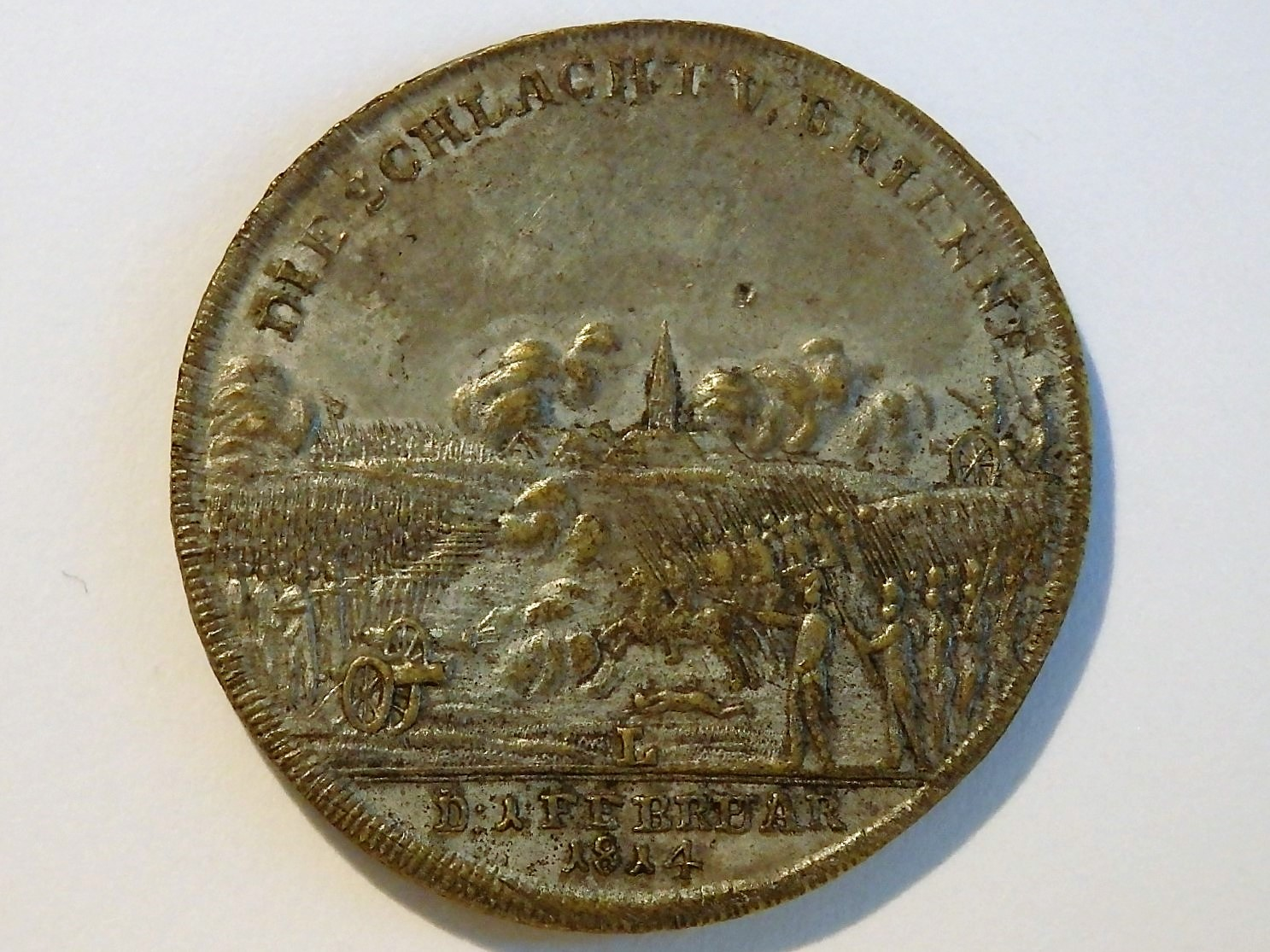
Zeitgenössische Medaille auf die Schlacht von Brienne

Am Morgen dieses Tages bedeckte dichter Nebel die gesamte Gegend und machte die Beobachtung von Truppenbewegungen unmöglich. Napoleon nutze die Zeit zu einer Inspektion seiner Truppen, die er auf dem Schlachtfeld des Vortages vor Brienne antreten ließ. In der Nacht hatte Frost den zuvor aufgeweichten Boden überfroren. Darin waren Tote und Verletzte, die – wie bei Napoleon üblich – ihrem Schicksal überlassen worden waren, festgefroren, konnten sich nicht rühren und auch nicht beiseitegeschafft werden. Napoleon, der nach eigenem Bekunden beim Anblick menschlichen Leides keinerlei Empfindung empfand, ließ sich auch davon nicht beeindrucken. So standen denn die frisch einberufenen französischen Rekruten in Reih’ und Glied mit Toten und Sterbenden zwischen sich und ihren Beinen. Diese Erfahrung prägte sich bei ihnen tief ein und trug mit zu den massenhaften Desertionen der nächsten Tage bei.
Ab 11:00 Uhr lichtete sich der Nebel und die Franzosen erkannten, dass die Ebene südlich von La Rothière von der russischen Kavallerie und ihrer reitenden Artillerie besetzt war. Die Garde-Kavallerie Napoleons und die französische Kavallerie-Division Milhaud traten mit ihren berittenen Geschützen in ein Artillerie-Duell mit den Russen ein, das beiden Seiten bis zum Abend nennenswerte Verluste beibrachte. Ein aggressiveres Attackieren war den Reitern wegen der sehr schlechten Bodenverhältnisse nicht möglich. Es dauerte lange, bis Infanterie zur Verstärkung herangeführt werden konnte.
Während des Tages kehrten die letzten russischen Kavalleristen des Korps Sacken, die es am Vortage nicht mehr rechtzeitig bis zur Brücke in Lesmont geschafft hatten, über die Aube-Brücke in Dienville zurück. Dann besetzte vor dem Dunkelwerden das Korps Gérard mit zwei Divisionen Infanterie, darunter die Division Ricard, Dienville und die Brücke, während die Korps Victor und Ney La Rothière und Chaumesnil besetzten und die Karpowschen Kosaken vertrieben, die sich in Chaumesnil festzusetzen versucht hatten.
Das Gros des Korps Marmont stand – ohne die Division Ricard – noch immer in Wassy, die Vorhut in Sommevoire.

### Die Begegnung Blüchers mit dem Kronprinzen von Württemberg
Schon am 29. Januar 1814, während des Gefechts, hatte Blücher einen Kurier an den Fürsten Schwarzenberg, den Befehlshaber der Böhmischen Armee und Oberbefehlshaber der Koalitionstruppen, gesandt. Einen weiteren Kurier mit einem ausführlichen Bericht sandte er am Morgen des 30. Januar 1814 dorthin ab. Bereits am 29. Januar 1814 abends hatte der Kronprinz Wilhelm von Württemberg das Gros seines starken Korps nach Ailleville vorgeschoben, um zur Unterstützung der Schlesischen Armee bereitzustehen. Aus gleichem Grunde konzentrierte Graf Ignácz Gyulay sein Korps bei Bar-sur-Aube, nur noch 24 km südlich von Brienne.
Als am 30. Januar 1814 morgens um 7:00 Uhr durch die Bewegung des Trains das Gerücht aufkam, die Schlesische Armee wolle sich noch weiter nach Süden zurückziehen, suchte der Kronprinz am Vormittag Blücher in seinem Hauptquartier in Arsonval auf und schlug ihm dringend vor, dem französischen Kaiser in den nächsten Tagen gemeinsam eine Schlacht in der Ebene zwischen Trannes und La Rothière anzubieten. Der Kronprinz hatte in den zurückliegenden Tagen die Gegend bereits erkunden lassen und konnte auf einige Vorzüge der bereits eingenommenen Stellungen hinweisen. Blücher kam dieses Angebot sehr gelegen und man kam überein, dass das Württembergische Korps den rechten, östlichen Flügel bilden solle und das Korps Gyulay zunächst im Zentrum nachrücken werde. Als Konsequenz dieser Vereinbarung besetzte das Württembergische Korps umgehend die Orte östlich der Hauptstraße von Bar-sur-Aube nach Trannes, während das Korps Gyulay auf ebendieser Hauptstraße weiter nach Norden vorrückte.

### Das Korps Yorck besetzt Saint-Dizier
Am Morgen des 26. Januar 1814 war das preußische Korps Yorck in Pont-à-Mousson eingetroffen,
am 28. Januar besetzte das Korps Bar-le-Duc und vertrieb die Nachhut des französischen Korps Marmont, die den Ort hätte verteidigen und halten sollen. Am 29. Januar 1814 stand das Korps Yorck bei Ligny-en-Barrois, am 30. Januar 1814 um 17:00 Uhr besetzten die Preußen Saint-Dizier und vertrieben wieder die Nachhut des Korps Marmont, die sich in dieser Stadt festgesetzt hatte. Die Franzosen zogen südwärts über Eclaron nach Montier-en-Der ab.
Obwohl Napoleon gerade bewiesen hatte, dass es nicht mehr als 2 Tagesmärsche von Saint-Dizier nach Brienne waren, bewegte sich das Korps Yorck nicht weiter nach Süden und nahm keinen Einfluss auf die Ereignisse der nächsten Tage. Der Grund war die Furcht der Preußen vor dem kleinen, geschrumpften französischen Korps des Marschalls MacDonald, das nach langen Märschen aus Holland in dem 63 km weiter nördlich an der Marne gelegenen Châlons-sur-Marne eingetroffen war.

## Trivia
Die Brienner Straße in München ist nach der Schlacht bei Brienne benannt, um an den bayerischen Anteil am Sieg zu erinnern. Bayrische Truppen unter Carl Philipp von Wrede griffen allerdings erst am 1. Februar 1814 während der Schlacht bei La Rothière in die Ereignisse ein, dann aber in der Tat auch entscheidend. Hier ist eines der Beispiele, wo die beiden Gefechte vom 29. Januar 1814 und 1. Februar 1814 unter dem Begriff Schlacht von Brienne als ein Ereignis gesehen wurden.

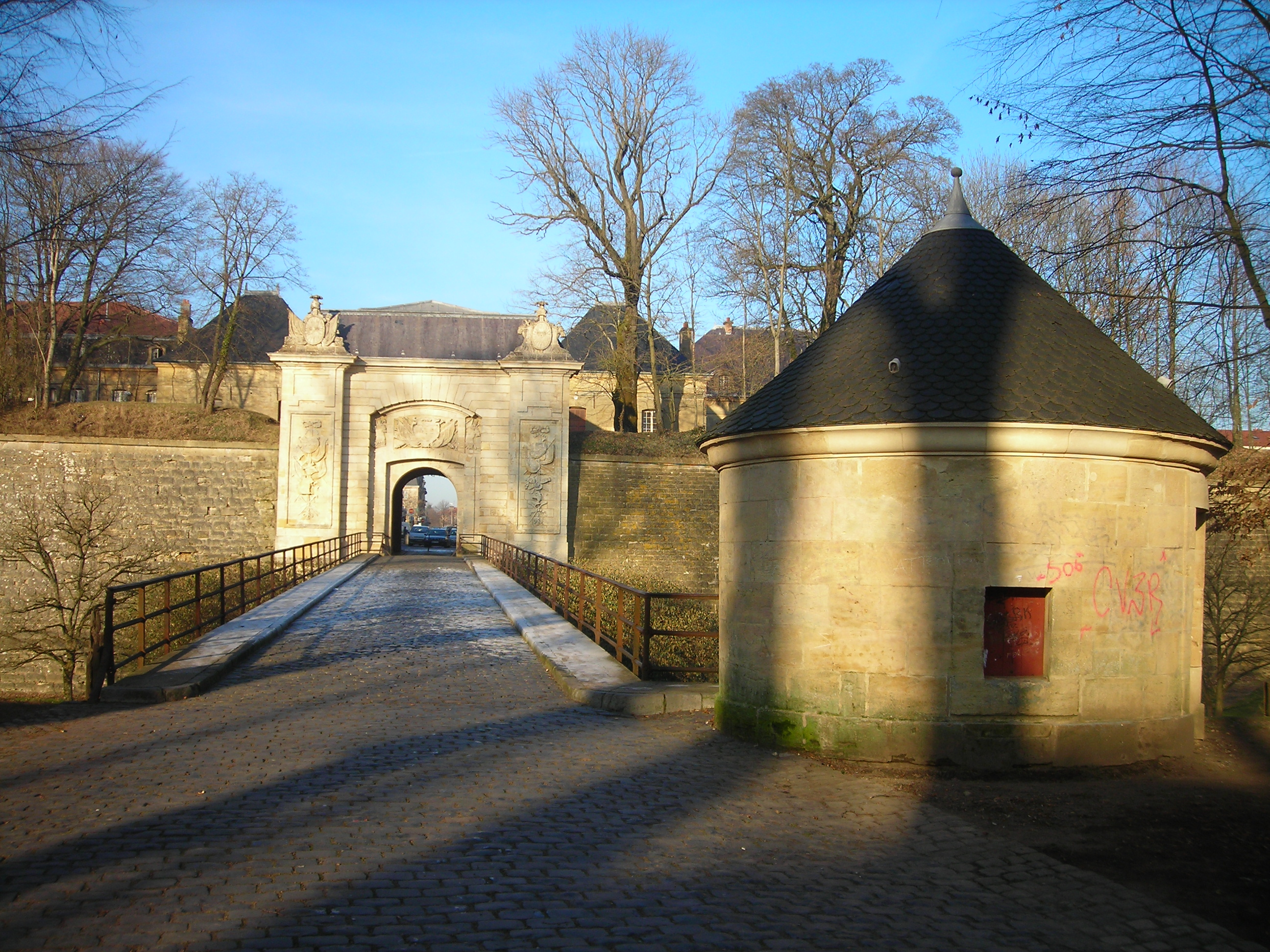
Alte Befestigungen in der Oberstadt von Longwy, die zum Weltkulturerbe der UNESCO Festungsanlagen von Vauban gehört

 Während der Schlacht fiel Fürst Ivan Ivanovich Odoevsky von den Pavlogradskii Hussars, sein Prachtschwert fiel in französische Hände. Captain Louis Peugnet von der Garde Imperial du Corps nahm das Schwert an sich, das Schwert erreichte eine gewisse Berühmtheit